# Lista odcinków serialu Doktor Who
Poniższa lista przedstawia odcinki brytyjskiego serialu science-fiction pt. Doktor Who.
Do 17 kwietnia 2022 roku wyemitowano 870 pojedynczych odcinków (w tym jeden film telewizyjny), podzielone na 39 serii. Oprócz tego wyemitowano kilkanaście odcinków krótkometrażowych, odcinek specjalny dla festiwalu muzyki poważnej BBC Proms, dwa odcinki animowane oraz cztery webcasty.
Doktor Who ustanowił rekord świata w długości emisji i liczbie odcinków wśród seriali science-fiction. A w 2013 roku także za największą równoczesną emisję serialu telewizyjnego, obejmującą 94 kraje świata.

## Podsumowanie odcinków

### „Klasyczne” serie
| Doktor          |              |               |                 |                            |               |               |             |      |
| Pierwszy Doktor | Drugi Doktor | Trzeci Doktor | Czwarty Doktor  | Piąty Doktor               | Szósty Doktor | Siódmy Doktor | Ósmy Doktor |      |
| Seria           | 1, 2, 3, 4   | 4, 5, 6       | 7, 8, 9, 10, 11 | 12, 13, 14, 15, 16, 17, 18 | 19, 20, 21    | 21, 22, 23    | 24, 25, 26  | Film |
| Odcinki         | 134          | 119           | 128             | 178                        | 69            | 31            | 42          | 1    |
| Lata emisji     | 1963–1966    | 1966–1969     | 1970–1974       | 1974–1981                  | 1982–1984     | 1984–1986     | 1987–1989   | 1996 |

### „Nowe” serie
| Doktor           |                  |                  |                 |                  |                   |                   |       |
| Dziewiąty Doktor | Dziesiąty Doktor | Jedenasty Doktor | Dwunasty Doktor | Trzynasta Doktor | Czternasty Doktor | Piętnasty Doktor  |       |
| Seria            | 1                | 2, 3, 4          | 5, 6, 7         | 8, 9, 10         | 11, 12, 13        | Odcinki specjalne | 1     |
| Odcinki          | 13               | 46               | 41              | 40               | 30                | 3                 | b.d.  |
| Lata emisji      | 2005             | 2005–2010        | 2010–2013       | 2014–2017        | 2018–2022         | 2023              | 2023- |

## Pierwszy Doktor
W postać pierwszego Doktora wcielił się William Hartnell.

### Sezon 1 (1963–1964)
Producentem pierwszego sezonu była Verity Lambert, która pełniła tę rolę aż do odcinka Mission to the Unknown. David Whitaker pracował jako script editor do The Dalek Invasion of Earth.
| N/o | Tytuł historii inne tytuły                     | Odcinki | Reżyseria                        | Scenariusz                  | Uwagi                                | Premiera                                                           | Kod |
| --- | ---------------------------------------------- | --- | -------------------------------- | --------------------------- | ------------------------------------ | ------------------------------------------------------------------ | --- |
| 001 | An Unearthly Child 100,000 BC The Tribe of Gum | An Unearthly Child The Cave of Skulls The Forest of Fear The Firemaker                                                                | Waris Hussein                    | Anthony Coburn C. E. Webber | 4 odcinki                            | 23 listopada 1963 30 listopada 1963 7 grudnia 1963 14 grudnia 1963 | A   |
| 002 | The Daleks The Mutants The Dead Planet         | The Dead Planet The Survivors The Escape The Ambush The Expedition The Ordeal The Rescue                                              | Richard Martin Christopher Barry | Terry Nation                | 7 odcinków                           | 21 grudnia 1963 – 1 lutego 1964                                    | B   |
| 003 | The Edge of Destruction Inside the Spaceship   | The Edge of Destruction The Brink of Disaster                                                                                         | Richard Martin Frank Cox         | David Whitaker              | 2 odcinki                            | 8 lutego 1964 15 lutego 1964                                       | C   |
| 004 | Marco Polo A Journey to Cathay                 | The Roof of the World The Singing Sands Five Hundred Eyes The Wall of Lies Rider from Shang-Tu Mighty Kublai Khan Assassin at Peking  | Waris Hussein John Crockett      | John Lucarotti              | 7 odcinków (wszystkie zaginione)     | 22 lutego 1964 – 4 kwietnia 1964                                   | D   |
| 005 | The Keys of Marinus The Sea of Death           | The Sea of Death The Velvet Web The Screaming Jungle The Snows of Terror Sentence of Death The Keys of Marinus                        | John Gorrie                      | Terry Nation                | 6 odcinków                           | 11 kwietnia 1964 – 16 maja 1964                                    | E   |
| 006 | The Aztecs                                     | The Temple of Evil The Warriors of Death The Bride of Sacrifice The Day of Darkness                                                   | John Crockett                    | John Lucarotti              | 4 odcinki                            | 23 maja 1964 – 13 czerwca 1964                                     | F   |
| 007 | The Sensorites                                 | Strangers in Space The Unwilling Warriors Hidden Danger A Race Against Death Kidnap A Desperate Venture                               | Mervyn Pinfield Frank Cox        | Peter R. Newman             | 6 odcinków                           | 20 czerwca 1964 – 1 sierpnia 1964                                  | G   |
| 008 | The Reign of Terror The French Revolution      | A Land of Fear Guests of Madame Guillotine A Change of Identity The Tyrant of France A Bargain of Necessity Prisoners of Conciergerie | Henric Hirsch John Gorrie        | Dennis Spooner              | 6 odcinków (odcinki 4 i 5 zaginione) | 8 sierpnia 1964 – 12 września 1964                                 | H   |

### Sezon 2 (1964–1965)
Dennis Spooner objął stanowisko Davida Whitakera jako script editora po The Dalek Invasion of Earth i pracował nad pozostałą częścią sezonu poza historią The Time Meddler, gdzie zastąpił go Donald Tosh.
| N/o | Tytuł historii inne tytuły              | Odcinki | Reżyseria                        | Scenariusz     | Uwagi                               | Premiera                                 | Kod |
| --- | --------------------------------------- | --- | -------------------------------- | -------------- | ----------------------------------- | ---------------------------------------- | --- |
| 009 | Planet of Giants                        | Planet of Giants Dangerous Journey Crisis                                                                                     | Mervyn Pinfield Douglas Camfield | Louis Marks    | 3 odcinki                           | 31 października 1964 – 14 listopada 1964 | J   |
| 010 | The Dalek Invasion of Earth World’s End | World's End The Daleks Day of Reckoning The End of Tomorrow The Waking Ally Flashpoint                                        | Richard Martin                   | Terry Nation   | 6 odcinków                          | 21 listopada 1964 – 26 grudnia 1964      | K   |
| 011 | The Rescue                              | The Powerful Enemy Desperate Measures                                                                                         | Christopher Barry                | David Whitaker | 2 odcinki                           | 2 stycznia 1965 – 9 stycznia 1965        | L   |
| 012 | The Romans                              | The Slave Traders All Roads Lead to Rome Conspiracy Inferno                                                                   | Christopher Barry                | Dennis Spooner | 4 odcinki                           | 16 stycznia 1965 – 6 lutego 1965         | M   |
| 013 | The Web Planet The Zarbi                | The Web Planet The Zarbi Escape to Danger Crater of Needles Invasion The Centre                                               | Richard Martin                   | Bill Strutton  | 6 odcinków                          | 13 lutego 1965 – 20 marca 1965           | N   |
| 014 | The Crusade The Lionheart The Crusaders | The Lion The Knight of Jaffa The Wheel of Fortune The Warlords                                                                | Douglas Camfield                 | David Whitaker | 4 odcinki (odcinki 2 i 4 zaginione) | 27 marca 1965 – 17 kwietnia 1965         | P   |
| 015 | The Space Museum                        | The Space Museum The Dimensions of Time The Search The Final Phase                                                            | Mervyn Pinfield                  | Glyn Jones     | 4 odcinki                           | 24 kwietnia 1965 – 15 maja 1965          | Q   |
| 016 | The Chase                               | The Executioners The Death of Time Flight Through Eternity Journey into Terror The Death of Doctor Who The Planet of Decision | Richard Martin Douglas Camfield  | Terry Nation   | 6 odcinków                          | 22 maja 1965 – 26 czerwca 1965           | R   |
| 017 | The Time Meddler                        | The Watcher The Meddling Monk A Battle of Wits Checkmate                                                                      | Douglas Camfield                 | Dennis Spooner | 4 odcinki                           | 3 lipca 1965 – 24 lipca 1965             | S   |

### Sezon 3 (1965–1966)
John Wiles pracował jako producent przy odcinkach od The Myth Makers do The Ark, a następnie jego pozycję objął Innes Lloyd. Donald Tosh pełnił funkcję script editora do historii The Massacre of St Bartholomew’s Eve, podczas pracy nad którą został zastąpiony przez Gerry’ego Davisa.
| N/o | Tytuł historii inne tytuły                        | Odcinki | Reżyseria                      | Scenariusz                  | Uwagi                                              | Premiera                                | Kod     |
| --- | ------------------------------------------------- | --- | ------------------------------ | --------------------------- | -------------------------------------------------- | --------------------------------------- | ------- |
| 018 | Galaxy 4                                          | Four Hundred Dawns Trap of Steel Air Lock The Exploding Planet | Derek Martinus Mervyn Pinfield | William Emms                | 4 odcinki (odcinki 1-2, 4 zaginione)               | 11 września 1965 – 2 października 1965  | T       |
| 019 | Mission to the Unknown Dalek Cutaway              | Mission to the Unknown | Derek Martinus                 | Terry Nation                | 1 odcinek (zaginiony)                              | 9 października 1965                     | TA / DC |
| 020 | The Myth Makers                                   | Temple of Secrets Small Prophet, Quick Return Death of a Spy Horse of Destruction | Michael Leeston-Smith          | Donald Cotton               | 4 odcinki (wszystkie zaginione)                    | 16 października 1965 – 6 listopada 1965 | U       |
| 021 | The Daleks’ Master Plan                           | The Nightmare Begins Day of Armageddon Devil’s Planet The Traitors Counter Plot Coronas of the Sun The Feast of Steven Volcano Golden Death Escape Switch The Abandoned Planet Destruction of Time | Douglas Camfield               | Terry Nation Dennis Spooner | 12 odcinków (odcinki 1, 3-4, 6-9, 11-12 zaginione) | 13 listopada 1965 – 29 stycznia 1966    | V       |
| 022 | The Massacre of St Bartholomew’s Eve The Massacre | War of God The Sea Beggar Priest of Death Bell of Doom | Paddy Russell                  | John Lucarotti Donald Tosh  | 4 odcinki (wszystkie zaginione)                    | 5 lutego 1966 – 26 lutego 1966          | W       |
| 023 | The Ark                                           | The Steel Sky The Plague The Return The Bomb | Michael Imison                 | Paul Erickson Lesley Scott  | 4 odcinki                                          | 5 marca 1966 – 26 marca 1966            | X       |
| 024 | The Celestial Toymaker                            | The Celestial Toyroom The Hall of Dolls The Dancing Floor The Final Test | Bill Sellars                   | Brian Hayles Donald Tosh    | 4 odcinki (odcinki 1-3 zaginione)                  | 2 kwietnia 1966 – 23 kwietnia 1966      | Y       |
| 025 | The Gunfighters                                   | A Holiday for the Doctor Don't Shoot the Pianist Johnny Ringo The OK Corral | Rex Tucker                     | Donald Cotton               | 4 odcinki                                          | 30 kwietnia 1966 – 21 maja 1966         | Z       |
| 026 | The Savages                                       | – | Christopher Barry              | Ian Stuart Black            | 4 odcinki (wszystkie zaginione)                    | 28 maja 1966 – 18 czerwca 1966          | AA      |
| 027 | The War Machines                                  | – | Michael Ferguson               | Ian Stuart Black Kit Pedler | 4 odcinki                                          | 25 czerwca 1966 – 16 lipca 1966         | BB      |

1. ↑  Od odcinka The Savages wszystkie historie nosiły jedynie łączny tytuł, bez oddzielnych nazw dla poszczególnych odcinków. Od 2005 roku ponownie zaczęto używać tytułów dla pojedynczych odcinków, także tych stanowiących część historii.

### Sezon 4 (1966–1967)
| N/o | Tytuł historii   | Reżyseria      | Scenariusz             | Uwagi                           | Premiera                                   | Kod |
| --- | ---------------- | -------------- | ---------------------- | ------------------------------- | ------------------------------------------ | --- |
| 028 | The Smugglers    | Julia Smith    | Brian Hayles           | 4 odcinki (wszystkie zaginione) | 10 września 1966 – 1 października 1966     | CC  |
| 029 | The Tenth Planet | Derek Martinus | Kit Pedler Gerry Davis | 4 odcinki (odcinek 4 zaginiony) | 8 października 1966 – 29 października 1966 | DD  |

## Drugi Doktor
W postać drugiego Doktora wcielił się Patrick Troughton.

### Sezon 4 (1966–1967) ciąg dalszy
| N/o | Tytuł historii          | Reżyseria         | Scenariusz                    | Uwagi                              | Premiera                           | Kod |
| --- | ----------------------- | ----------------- | ----------------------------- | ---------------------------------- | ---------------------------------- | --- |
| 030 | The Power of the Daleks | Christopher Barry | David Whitaker Dennis Spooner | 6 odcinków (wszystkie zaginione)   | 5 listopada 1966 – 10 grudnia 1966 | EE  |
| 031 | The Highlanders         | Hugh David        | Elwyn Jones Gerry Davis       | 4 odcinki (wszystkie zaginione)    | 17 grudnia 1966 – 7 stycznia 1967  | FF  |
| 032 | The Underwater Menace   | Julia Smith       | Geoffrey Orme                 | 4 odcinki (odc. 1 i 4 zaginione)   | 14 stycznia 1967 – 4 lutego 1967   | GG  |
| 033 | The Moonbase            | Morris Barry      | Kit Pedler                    | 4 odcinki (odc. 1 i 3 zaginione)   | 11 lutego 1967 – 3 marca 1967      | HH  |
| 034 | The Macra Terror        | John Davies       | Ian Stuart Black              | 4 odcinki (wszystkie zaginione)    | 11 marca 1967 – 1 kwietnia 1967    | JJ  |
| 035 | The Faceless Ones       | Gerry Mill        | David Ellis Malcolm Hulke     | 6 odcinków (odc. 2, 4–6 zaginione) | 8 kwietnia 1967 – 13 maja 1967     | KK  |
| 036 | The Evil of the Daleks  | Derek Martinus    | David Whitaker                | 7 odcinków (odc. 1, 3–7 zaginione) | 20 maja 1967 – 1 lipca 1967        | LL  |

### Sezon 5 (1967–1968)
Peter Bryant zastąpił Lloyda na stanowisku producenta po The Enemy of the World i zajmował się produkcją wszystkich odcinków, aż do The War Games. Rolę script editora pierwszej historii, The Tomb of the Cybermen, pełnił Victor Pemberton, zastąpiony potem przez Bryanta, pracującego nad scenariuszami od The Abominable Snowmen do The Enemy of the World. Po nim funkcję przejął Derrick Sherwin.
| N/o | Tytuł historii           | Reżyseria            | Scenariusz                   | Uwagi                                | Premiera                            | Kod |
| --- | ------------------------ | -------------------- | ---------------------------- | ------------------------------------ | ----------------------------------- | --- |
| 037 | The Tomb of the Cybermen | Morris Barry         | Kit Pedler Gerry Davis       | 4 odcinki                            | 2 września 1967 – 23 września 1967  | MM  |
| 038 | The Abominable Snowmen   | Gerald Blake         | Mervyn Haisman Henry Lincoln | 6 odcinków (odc. 1, 3–6 zaginione)   | 30 września 1967 – 4 listopada 1967 | NN  |
| 039 | The Ice Warriors         | Derek Martinus       | Brian Hayles                 | 6 odcinków (odc. 2-3 zaginione)      | 11 listopada 1967 – 16 grudnia 1967 | OO  |
| 040 | The Enemy of the World   | Barry Letts          | David Whitaker               | 6 odcinków                           | 23 grudnia 1967 – 27 stycznia 1968  | PP  |
| 041 | The Web of Fear          | Douglas Camfield     | Mervyn Haisman Henry Lincoln | 6 odcinków (odc. 3 zaginiony)        | 3 lutego 1968 – 9 marca 1968        | QQ  |
| 042 | Fury from the Deep       | Hugh David           | Victor Pemberton             | 6 odcinków (wszystkie zaginione)     | 16 marca 1968 – 20 kwietnia 1968    | RR  |
| 043 | The Wheel in Space       | Tristan de Vere Cole | David Whitaker Kit Pedler    | 6 odcinków (odc. 1-2, 4-5 zaginione) | 27 kwietnia 1968 – 1 czerwca 1968   | SS  |

### Sezon 6 (1968–1969)
Bryant i Sherwin zachowali swoje funkcje. Wyjątkiem była jedynie historia The War Games, wyprodukowana przez Sherwina i opracowana przez Terrance’a Dicksa, który pracował także nad The Invasion.
| N/o | Tytuł historii     | Reżyseria        | Scenariusz                   | Uwagi                              | Premiera                                | Kod |
| --- | ------------------ | ---------------- | ---------------------------- | ---------------------------------- | --------------------------------------- | --- |
| 044 | The Dominators     | Morris Barry     | Norman Ashby                 | 5 odcinków                         | 10 sierpnia 1968 – 7 września 1968      | TT  |
| 045 | The Mind Robber    | David Maloney    | Peter Ling Derrick Sherwin   | 5 odcinków                         | 14 września 1968 – 12 października 1968 | UU  |
| 046 | The Invasion       | Douglas Camfield | Derrick Sherwin Kit Pedler   | 8 odcinków (odc. 1 i 4 zaginione)  | 2 listopada 1968 – 21 grudnia 1968      | VV  |
| 047 | The Krotons        | David Maloney    | Robert Holmes                | 4 odcinki                          | 28 grudnia 1968 – 18 stycznia 1969      | WW  |
| 048 | The Seeds of Death | Michael Ferguson | Brian Hayles Terrance Dicks  | 6 odcinków                         | 25 stycznia 1969 – 1 marca 1969         | XX  |
| 049 | The Space Pirates  | Michael Hart     | Robert Holmes                | 6 odcinków (odc. 1, 3–6 zaginione) | 8 marca 1969 – 12 kwietnia 1969         | YY  |
| 050 | The War Games      | David Maloney    | Malcolm Hulke Terrance Dicks | 10 odcinków                        | 19 kwietnia 1969 – 21 czerwca 1969      | ZZ  |

## Trzeci Doktor
W postać trzeciego Doktora wcielił się Jon Pertwee.

### Sezon 7 (1970)
Derrick Sherwin był producentem Spearhead from Space, a następnie został zastąpiony przez Barry’ego Lettsa, który wyprodukował wszystkie pozostałe odcinki z trzecim Doktorem. Terrance Dicks pozostał na stanowisku script editora również do końca 11 sezonu.
Od odcinka Spearhead from Space serial kręcono w kolorze, jednak niektóre odcinki zachowały się tylko w wersji czarno-białej.
| N/o | Tytuł                        | Reżyseria                    | Scenariusz                              | Uwagi      | Emisja                             | Kod |
| --- | ---------------------------- | ---------------------------- | --------------------------------------- | ---------- | ---------------------------------- | --- |
| 051 | Spearhead from Space         | Derek Martinus               | Robert Holmes                           | 4 odcinki  | 3 stycznia 1970 – 24 stycznia 1970 | AAA |
| 052 | Doctor Who and the Silurians | Timothy Combe                | Malcolm Hulke                           | 7 odcinków | 31 stycznia 1970 – 14 marca 1970   | BBB |
| 053 | The Ambassadors of Death     | Michael Ferguson             | David Whitaker Trevor Ray Malcolm Hulke | 7 odcinków | 21 marca 1970 – 2 maja 1970        | CCC |
| 054 | Inferno                      | Douglas Camfield Barry Letts | Don Houghton                            | 7 odcinków | 9 maja 1970 – 20 czerwca 1970      | DDD |

### Sezon 8 (1971)
| N/o | Tytuł                | Reżyseria         | Scenariusz            | Uwagi      | Emisja                             | Kod |
| --- | -------------------- | ----------------- | --------------------- | ---------- | ---------------------------------- | --- |
| 055 | Terror of the Autons | Barry Letts       | Robert Holmes         | 4 odcinki  | 2 stycznia 1971 – 23 stycznia 1971 | EEE |
| 056 | The Mind of Evil     | Timothy Combe     | Don Houghton          | 6 odcinki  | 30 stycznia 1971 – 6 marca 1971    | FFF |
| 057 | The Claws of Axos    | Michael Ferguson  | Bob Baker Dave Martin | 4 odcinki  | 13 marca 1971 – 3 kwietnia 1971    | GGG |
| 058 | Colony in Space      | Michael E. Briant | Malcolm Hulke         | 6 odcinków | 10 kwietnia 1971 – 15 maja 1971    | HHH |
| 059 | The Daemons          | Christopher Barry | „Guy Leopold”         | 5 odcinków | 22 maja 1971– 19 czerwca 1971      | JJJ |

### Sezon 9 (1972)
| N/o | Tytuł                | Odcinki    | Scenariusz             | Reżyseria         | Emisja                             | Kod |
| --- | -------------------- | ---------- | ---------------------- | ----------------- | ---------------------------------- | --- |
| 060 | Day of the Daleks    | 4 odcinki  | Louis Marks            | Paul Bernard      | 1 stycznia 1972 – 22 stycznia 1972 | KKK |
| 061 | The Curse of Peladon | 4 odcinki  | Brian Hayles           | Lennie Mayne      | 29 stycznia 1972 – 19 lutego 1972  | MMM |
| 062 | The Sea Devils       | 6 odcinków | Malcolm Hulke          | Michael Briant    | 26 lutego 1972 – 1 kwietnia 1972   | LLL |
| 063 | The Mutants          | 6 odcinków | Bob Baker, Dave Martin | Christopher Barry | 8 kwietnia 1972 – 13 maja 1972     | NNN |
| 064 | The Time Monster     | 6 odcinków | „Guy Leopold”          | Paul Bernard      | 20 maja 1972 – 24 czerwca 1972     | OOO |

### Sezon 10 (1972–1973)
| N/o | Tytuł                | Odcinki    | Scenariusz             | Reżyseria      | Emisja                             | Kod |
| --- | -------------------- | ---------- | ---------------------- | -------------- | ---------------------------------- | --- |
| 065 | The Three Doctors    | 4 odcinki  | Bob Baker, Dave Martin | Lennie Mayne   | 30 grudnia 1972 – 20 stycznia 1973 | RRR |
| 066 | Carnival of Monsters | 4 odcinki  | Robert Holmes          | Barry Letts    | 27 stycznia 1973 – 17 lutego 1973  | PPP |
| 067 | Frontier in Space    | 6 odcinków | Malcolm Hulke          | Paul Bernard   | 24 lutego 1973 – 31 marca 1973     | QQQ |
| 068 | Planet of the Daleks | 6 odcinków | Terry Nation           | David Maloney  | 7 kwietnia 1973 – 12 maja 1973     | SSS |
| 069 | The Green Death      | 6 odcinków | „Guy Leopold”          | Michael Briant | 19 maja 1973 – 23 czerwca 1973     | TTT |

### Sezon 11 (1973–1974)
| N/o | Tytuł                     | Odcinki    | Scenariusz    | Reżyseria      | Emisja                            | Kod |
| --- | ------------------------- | ---------- | ------------- | -------------- | --------------------------------- | --- |
| 070 | The Time Warrior          | 4 odcinki  | Robert Holmes | Alan Bromly    | 15 grudnia 1973 – 5 stycznia 1974 | UUU |
| 071 | Invasion of the Dinosaurs | 6 odcinków | Malcolm Hulke | Paddy Russell  | 12 stycznia 1974 – 16 lutego 1974 | WWW |
| 072 | Death to the Daleks       | 4 odcinki  | Terry Nation  | Michael Briant | 23 lutego 1974 – 16 marca 1974    | XXX |
| 073 | The Monster of Peladon    | 6 odcinków | Brian Hayles  | Lennie Mayne   | 23 marca 1974 – 27 kwietnia 1974  | YYY |
| 074 | Planet of the Spiders     | 6 odcinków | „Guy Leopold” | Barry Letts    | 4 maja 1974 – 8 czerwca 1974      | ZZZ |

## Czwarty Doktor
W postać czwartego Doktora wcielił się Tom Baker, który tym samym został najdłużej odgrywającym rolę Doktora aktorem.

### Sezon 12 (1974–1975)
Barry Letts pracował jako producent historii Robot, a następnie został zastąpiony przez Philipa Hinchcliffe’a. Rolę script editora pełnił Robert Holmes. Obaj mężczyźni pełnili swoje funkcje aż do rozpoczęcia sezonu 15.
Seria została wyemitowana od 20 kwietnia 2002 roku na kanale Tele 5 jednak w losowej i zmienionej kolejności.
| N/o | Tytuł                   | Reżyseria         | Scenariusz                    | Uwagi      | Premiera                           | Premiera w Polsce (Tele 5) | Kod |
| --- | ----------------------- | ----------------- | ----------------------------- | ---------- | ---------------------------------- | --- | --- |
| 075 | Robot                   | Christopher Barry | Terrance Dicks                | 4 odcinki  | 28 grudnia 1974 – 18 stycznia 1975 | brak danych | 4A  |
| 076 | The Ark in Space        | Rodney Bennett    | Robert Holmes, John Lucarotti | 4 odcinki  | 25 stycznia 1975 – 25 lutego 1975  | brak danych | 4C  |
| 077 | The Sontaran Experiment | Rodney Bennett    | Bob Baker Dave Martin         | 2 odcinki  | 22 lutego 1975 – 1 marca 1975      | brak danych | 4B  |
| 078 | Genesis of the Daleks   | David Maloney     | Terry Nation                  | 6 odcinków | 8 marca 1975 – 12 kwietnia 1975    | 31 sierpnia 2002 (odc 1) 1 września 2002 (odc 2) 7 września 2002 (odc 3) 8 września 2002 (odc 4) 14 września 2002 (odc 5) 15 września 2002 (odc 6) | 4E  |
| 079 | Revenge of the Cybermen | Michael Briant    | Gerry Davis                   | 4 odcinki  | 19 kwietnia 1975 – 10 maja 1975    | 22 czerwca 2002 (odc 1) 23 czerwca 2002 (odc 2) 24 sierpnia 2002 (odc 3) 25 sierpnia 2002 (odc 4)                                                  | 4D  |

### Sezon 13 (1975–1976)
Seria została wyemitowana w 2002 roku na kanale Tele 5 jednak w losowej i zmienionej kolejności.
| N/o | Tytuł                | Reżyseria         | Scenariusz           | Uwagi      | Premiera                                 | Premiera w Polsce (Tele 5)                                                                          | Kod |
| --- | -------------------- | ----------------- | -------------------- | ---------- | ---------------------------------------- | --------------------------------------------------------------------------------------------------- | --- |
| 080 | Terror of the Zygons | Douglas Camfield  | Robert Banks Stewart | 4 odcinki  | 30 sierpnia 1975 – 20 września 1975      | 21 września 2002 (odc 1) 22 września 2002 (odc 2) 28 września 2002 (odc 3) 29 września 2002 (odc 4) | 4F  |
| 081 | Planet of Evil       | David Maloney     | Louis Marks          | 4 odcinki  | 27 września 1975 – 18 października 1975  | 13 lipca 2002 (odc 1) 14 lipca 2002 (odc 2) 20 lipca 2002 (odc 3) 21 lipca 2002 (odc 4)             | 4H  |
| 082 | Pyramids of Mars     | Paddy Russell     | Stephen Harris       | 4 odcinki  | 25 października 1975 – 15 listopada 1975 | 29 czerwca 2002 (odc 1) 30 czerwca 2002 (odc 2) 6 lipca 2002 (odc 3) 7 lipca 2002 (odc 4)           | 4G  |
| 083 | The Android Invasion | Barry Letts       | Terry Nation         | 4 odcinki  | 22 listopada 1975 – 13 grudnia 1975      | 27 lipca 2002 (odc 1) 28 lipca 2002 (odc 2) 3 sierpnia 2002 (odc 3) 4 sierpnia 2002 (odc 4)         | 4J  |
| 084 | The Brain of Morbius | Christopher Barry | Robin Bland          | 4 odcinki  | 3 stycznia 1976 – 24 stycznia 1976       | 10 sierpnia 2002 (odc 1) 11 sierpnia 2002 (odc 2) 17 sierpnia 2002 (odc 3) 18 sierpnia 2002 (odc 4) | 4K  |
| 085 | The Seeds of Doom    | Douglas Camfield  | Robert Banks Stewart | 6 odcinków | 31 stycznia 1976 – 6 marca 1976          | brak danych                                                                                         | 4L  |

### Sezon 14 (1976–1977)
| N/o | Tytuł                     | Odcinki    | Scenariusz                          | Reżyseria       | Emisja                                     | Kod |
| --- | ------------------------- | ---------- | ----------------------------------- | --------------- | ------------------------------------------ | --- |
| 086 | The Masque of Mandragora  | 4 odcinki  | Louis Marks                         | Rodney Bennett  | 4 września 1976 – 25 września 1976         | 4M  |
| 087 | The Hand of Fear          | 4 odcinki  | Bob Baker, Dave Martin              | Lennie Mayne    | 2 października 1976 – 23 października 1976 | 4N  |
| 088 | The Deadly Assassin       | 4 odcinki  | Robert Holmes                       | David Maloney   | 30 października 1976 – 20 listopada 1976   | 4P  |
| 089 | The Face of Evil          | 4 odcinki  | Chris Boucher                       | Pennant Roberts | 1 stycznia 1977 – 22 stycznia 1977         | 4Q  |
| 090 | The Robots of Death       | 4 odcinki  | Chris Boucher                       | Michael Briant  | 29 stycznia 1977 – 19 lutego 1977          | 4R  |
| 091 | The Talons of Weng-Chiang | 6 odcinków | Robert Holmes, Robert Banks Stewart | David Maloney   | 26 lutego 1977 – 2 kwietnia 1977           | 4S  |

### Sezon 15 (1977–1978)
Producentem został Graham Williams, który pracował na tym stanowisku aż do historii Shada z końca 17 sezonu. Po The Sun Makers funkcję script editora objął Anthony Read.
| N/o | Tytuł                | Odcinki    | Scenariusz             | Reżyseria             | Emisja                                     | Kod |
| --- | -------------------- | ---------- | ---------------------- | --------------------- | ------------------------------------------ | --- |
| 092 | Horror of Fang Rock  | 4 odcinki  | Terrance Dicks         | Paddy Russell         | 3 września 1977 – 24 września 1977         | 4V  |
| 093 | The Invisible Enemy  | 4 odcinki  | Bob Baker, Dave Martin | Derrick Goodwin       | 1 października 1977 – 22 października 1977 | 4T  |
| 094 | Image of the Fendahl | 4 odcinki  | Chris Boucher          | George Spenton-Foster | 29 października 1977 – 19 listopada 1977   | 4X  |
| 095 | The Sun Makers       | 4 odcinki  | Robert Holmes          | Pennant Roberts       | 26 listopada 1977 – 17 grudnia 1977        | 4W  |
| 096 | Underworld           | 4 odcinki  | Bob Baker, Dave Martin | Norman Stewart        | 7 stycznia 1978 – 28 stycznia 1978         | 4Y  |
| 097 | The Invasion of Time | 6 odcinków | David Agnew            | Gerald Blake          | 4 lutego 1978 – 11 marca 1978              | 4Z  |

### Sezon 16 (1978–1979)
Sezon 16 był ostatnim, nad którym jako script editor pracował Anthony Read (z wyjątkiem odcinka The Armageddon Factor, gdzie funkcję tę pełnił Douglas Adams).
| N/o | Tytuł                 | Odcinki    | Scenariusz             | Reżyseria             | Emisja                                   | Kod |
| --- | --------------------- | ---------- | ---------------------- | --------------------- | ---------------------------------------- | --- |
| 098 | The Ribos Operation   | 4 odcinki  | Robert Holmes          | George Spenton-Foster | 2 września 1978 – 23 września 1978       | 5A  |
| 099 | The Pirate Planet     | 4 odcinki  | Douglas Adams          | Pennant Roberts       | 30 września 1978 – 21 października 1978  | 5B  |
| 100 | The Stones of Blood   | 4 odcinki  | David Fisher           | Darrol Blake          | 20 października 1978 – 18 listopada 1978 | 5C  |
| 101 | The Androids of Tara  | 4 odcinki  | David Fisher           | Michael Hayes         | 25 listopada 1978 – 16 grudnia 1978      | 5D  |
| 102 | The Power of Kroll    | 4 odcinki  | Robert Holmes          | Norman Stewart        | 23 grudnia 1978 – 13 stycznia 1979       | 5E  |
| 103 | The Armageddon Factor | 6 odcinków | Bob Baker, Dave Martin | Michael Hayes         | 20 stycznia 1979 – 24 lutego 1979        | 5F  |

### Sezon 17 (1979–1980)
Funkcję producenta pełnił Graham Williams, a script editora Douglas Adams.
| N/o | Tytuł                     | Odcinki    | Scenariusz    | Reżyseria         | Emisja                                   | Kod |
| --- | ------------------------- | ---------- | ------------- | ----------------- | ---------------------------------------- | --- |
| 104 | Destiny of the Daleks     | 4 odcinki  | Terry Nation  | Ken Grieve        | 1 września 1979 – 22 września 1979       | 5J  |
| 105 | City of Death             | 4 odcinki  | David Agnew   | Michael Hayes     | 29 września 1979 – 20 października 1979  | 5H  |
| 106 | The Creature from the Pit | 4 odcinki  | David Fisher  | Christopher Barry | 27 października 1979 – 17 listopada 1979 | 5G  |
| 107 | Nightmare of Eden         | 4 odcinki  | Bob Baker     | Alan Bromly       | 24 listopada 1979 – 15 grudnia 1979      | 5K  |
| 108 | The Horns of Nimon        | 4 odcinki  | Anthony Read  | Kenny McBain      | 22 grudnia 1979 – 12 stycznia 1980       | 5L  |
| –   | Shada                     | 6 odcinków | Douglas Adams | Pennant Roberts   | niewyemitowany                           | 5M  |

### Sezon 18 (1980–1981)
Sezon 18 był pierwszym wyprodukowanym przez Johna Nathan-Turnera, który pozostał na stanowisku producenta aż do przerwania serialu w 1989 roku. Script editorem został Christopher H. Bidmead.
| N/o | Tytuł                | Odcinki   | Scenariusz                      | Reżyseria                 | Emisja                                   | Kod |
| --- | -------------------- | --------- | ------------------------------- | ------------------------- | ---------------------------------------- | --- |
| 109 | The Leisure Hive     | 4 odcinki | David Fisher                    | Lovett Bickford           | 30 sierpnia 1980 – 20 września 1980      | 5N  |
| 110 | Meglos               | 4 odcinki | John Flanagan, Andrew McCulloch | Terence Dudley            | 27 września 1980 – 18 października 1980  | 5Q  |
| 111 | Full Circle          | 4 odcinki | Andrew Smith                    | Peter Grimwade            | 25 października 1980 – 15 listopada 1980 | 5R  |
| 112 | State of Decay       | 4 odcinki | Terrance Dicks                  | Peter Moffatt             | 22 listopada 1980 – 13 grudnia 1980      | 5P  |
| 113 | Warriors’ Gate       | 4 odcinki | Stephen Gallagher               | Paul Joyce, Graeme Harper | 3 stycznia 1981 – 24 stycznia 1981       | 5S  |
| 114 | The Keeper of Traken | 4 odcinki | Johnny Byrne                    | John Black                | 31 stycznia 1981 – 21 lutego 1981        | 5T  |
| 115 | Logopolis            | 4 odcinki | Christopher H. Bidmead          | Peter Grimwade            | 28 lutego 1981 – 21 marca 1981           | 5V  |

## Piąty Doktor
W postać piątego Doktora wcielił się Peter Davison.

### Sezon 19 (1982)
Do The Visitation script editorem był Antony Root, który następnie został zastąpiony przez Erica Sawarda. Zmieniono częstotliwość emisji serialu – od 19 sezonu nadawano go dwa razy w tygodniu, w poniedziałki i wtorki, a nie jak poprzednio w soboty.
| N/o | Tytuł            | Reżyseria      | Scenariusz             | Odcinki   | Emisja                              | Kod |
| --- | ---------------- | -------------- | ---------------------- | --------- | ----------------------------------- | --- |
| 116 | Castrovalva      | Fiona Cumming  | Christopher H. Bidmead | 4 odcinki | 4 stycznia 1982 – 12 stycznia 1982  | 5Z  |
| 117 | Four to Doomsday | John Black     | Terence Dudley         | 4 odcinki | 18 stycznia 1982 – 26 stycznia 1982 | 5W  |
| 118 | Kinda            | Peter Grimwade | Christopher Bailey     | 4 odcinki | 1 lutego 1982 – 9 lutego 1982       | 5Y  |
| 119 | The Visitation   | Peter Moffatt  | Eric Saward            | 4 odcinki | 15 lutego 1982 – 23 lutego 1982     | 5X  |
| 120 | Black Orchid     | Ron Jones      | Terence Dudley         | 2 odcinki | 1 marca 1982 2 marca 1982           | 6A  |
| 121 | Earthshock       | Peter Grimwade | Eric Saward            | 4 odcinki | 8 marca 1982 – 16 marca 1982        | 6B  |
| 122 | Time-Flight      | Ron Jones      | Peter Grimwade         | 4 odcinki | 22 marca 1982 – 30 marca 1982       | 6C  |

### Sezon 20 (1983)
| N/o | Tytuł             | Reżyseria     | Scenariusz         | Odcinki   | Emisja                              | Kod |
| --- | ----------------- | ------------- | ------------------ | --------- | ----------------------------------- | --- |
| 123 | Arc of Infinity   | Ron Jones     | Johnny Byrne       | 4 odcinki | 4 stycznia 1983 – 12 stycznia 1983  | 6E  |
| 124 | Snakedance        | Fiona Cumming | Christopher Bailey | 4 odcinki | 18 stycznia 1983 – 26 stycznia 1983 | 6D  |
| 125 | Mawdryn Undead    | Peter Moffatt | Peter Grimwade     | 4 odcinki | 1 lutego 1983 – 9 lutego 1983       | 6F  |
| 126 | Terminus          | Mary Ridge    | Stephen Gallagher  | 4 odcinki | 15 lutego 1983 – 23 lutego 1983     | 6G  |
| 127 | Enlightenment     | Fiona Cumming | Barbara Clegg      | 4 odcinki | 1 marca 1983 – 9 marca 1983         | 6H  |
| 128 | The King’s Demons | Tony Virgo    | Terence Dudley     | 2 odcinki | 15 marca 1983 16 marca 1983         | 6J  |

### Odcinek specjalny (1983)
| N/o | Tytuł            | Reżyseria     | Scenariusz     | Odcinki                                                 | Emisja            | Kod |
| --- | ---------------- | ------------- | -------------- | ------------------------------------------------------- | ----------------- | --- |
| 129 | The Five Doctors | Peter Moffatt | Terrance Dicks | 90-minutowy odcinek specjalny z okazji 20-lecia serialu | 25 listopada 1983 | 6K  |

### Sezon 21 (1984)
| N/o | Tytuł                      | Reżyseria           | Scenariusz             | Odcinki                    | Emisja                             | Kod |
| --- | -------------------------- | ------------------- | ---------------------- | -------------------------- | ---------------------------------- | --- |
| 130 | Warriors of the Deep       | Pennant Roberts     | Johnny Byrne           | 4 odcinki                  | 5 stycznia 1984 – 13 stycznia 1984 | 6L  |
| 131 | The Awakening              | Michael Owen Morris | Eric Pringle           | 2 odcinki                  | 19 stycznia 1984 20 stycznia 1984  | 6M  |
| 132 | Frontios                   | Ron Jones           | Christopher H. Bidmead | 4 odcinki                  | 26 stycznia 1984 – 3 lutego 1984   | 6N  |
| 133 | Resurrection of the Daleks | Matthew Robinson    | Eric Saward            | 2 odcinki (45 minut każdy) | 8 lutego 1984 15 lutego 1984       | 6P  |
| 134 | Planet of Fire             | Fiona Cumming       | Peter Grimwade         | 4 odcinki                  | 23 lutego 1984 – 2 marca 1984      | 6Q  |
| 135 | The Caves of Androzani     | Graeme Harper       | Robert Holmes          | 4 odcinki                  | 8 marca 1984 – 16 marca 1984       | 6R  |

## Szósty Doktor
W postać szóstego Doktora wcielił się Colin Baker.

### Sezon 21 (1984) ciąg dalszy
| N/o | Tytuł            | Reżyseria     | Scenariusz     | Odcinki   | Emisja                        | Kod |
| --- | ---------------- | ------------- | -------------- | --------- | ----------------------------- | --- |
| 136 | The Twin Dilemma | Peter Moffatt | Anthony Steven | 4 odcinki | 22 marca 1984 – 30 marca 1984 | 6S  |

### Sezon 22 (1985)
Serial zaczęto ponownie emitować w soboty. Wszystkie odcinki trwają 45 minut, ale istnieją także ich 25-minutowe wersje.
| N/o | Tytuł                    | Reżyseria        | Scenariusz       | Odcinki   | Emisja                                     | Kod |
| --- | ------------------------ | ---------------- | ---------------- | --------- | ------------------------------------------ | --- |
| 137 | Attack of the Cybermen   | Matthew Robinson | Paula Moore      | 2 odcinki | 5 stycznia 1985 12 stycznia 1985           | 6T  |
| 138 | Vengeance on Varos       | Ron Jones        | Philip Martin    | 2 odcinki | 19 stycznia 1985 26 stycznia 1985          | 6V  |
| 139 | The Mark of the Rani     | Sarah Hellings   | Pip i Jane Baker | 2 odcinki | 2 lutego 1985 9 lutego 1985                | 6X  |
| 140 | The Two Doctors          | Peter Moffatt    | Robert Holmes    | 3 odcinki | 16 lutego 1985 23 lutego 1985 2 marca 1985 | 6W  |
| 141 | Timelash                 | Pennant Roberts  | Glen McCoy       | 2 odcinki | 9 marca 1985 16 marca 1985                 | 6Y  |
| 142 | Revelation of the Daleks | Graeme Harper    | Eric Saward      | 2 odcinki | 23 marca 1985 30 marca 1985                | 6Z  |

### Sezon 23 (1986)
Eric Saward pracował na stanowisku script editora do ósmego odcinka, a następnie zrezygnował, a John Nathan-Turner nieoficjalnie przejął jego stanowisko na resztę sezonu. Długość odcinków powróciła do 25 minut. Sezon 23, jako jedyny miał swoją nazwę: The Trial of a Time Lord, a wszystkie odcinki tworzyły jedną historię.
| N/o  | Tytuł                  | Reżyseria        | Scenariusz                       | Odcinki   | Emisja                                                                             | Kod |
| ---- | ---------------------- | ---------------- | -------------------------------- | --------- | ---------------------------------------------------------------------------------- | --- |
| 143a | The Mysterious Planet  | Nicholas Mallett | Robert Holmes                    | 4 odcinki | 6 września 1986 13 września 1986 20 września 1986 27 września 1986                 | 7A  |
| 143b | Mindwarp               | Ron Jones        | Philip Martin                    | 4 odcinki | 4 października 1986 11 października 1986 18 października 1986 25 października 1986 | 7B  |
| 143c | Terror of the Vervoids | Chris Clough     | Pip i Jane Baker                 | 4 odcinki | 4 listopada 1986 8 listopada 1986 15 listopada 1986 22 listopada 1986              | 7Ca |
| 143d | The Ultimate Foe       | Chris Clough     | Robert Holmes & Pip i Jane Baker | 2 odcinki | 29 listopada 1986 6 grudnia 1986                                                   | 7Cb |

## Siódmy Doktor
W postać siódmego Doktora wcielił się Sylvester McCoy.

### Sezon 24 (1987)
Stanowisko script editora objął Andrew Cartmel i sprawował je aż do przerwania produkcji serialu w 1989 roku.
| N/o | Tytuł                   | Reżyseria        | Scenariusz       | Odcinki   | Emisja                                                                             | Kod |
| --- | ----------------------- | ---------------- | ---------------- | --------- | ---------------------------------------------------------------------------------- | --- |
| 144 | Time and the Rani       | Andrew Morgan    | Pip i Jane Baker | 4 odcinki | 7 września 1987 14 września 1987 21 września 1987 28 września 1987                 | 7D  |
| 145 | Paradise Towers         | Nicholas Mallett | Stephen Wyatt    | 4 odcinki | 5 października 1987 12 października 1987 19 października 1987 26 października 1987 | 7E  |
| 146 | Delta and the Bannermen | Chris Clough     | Malcolm Kohll    | 3 odcinki | 2 listopada 1987 9 listopada 1987 16 listopada 1987                                | 7F  |
| 147 | Dragonfire              | Chris Clough     | Ian Briggs       | 3 odcinki | 23 listopada 1987 30 listopada 1987 7 grudnia 1987                                 | 7G  |

### Sezon 25 (1988–1989)
| N/o | Tytuł                           | Reżyseria     | Scenariusz      | Odcinki   | Emisja                                                                             | Kod |
| --- | ------------------------------- | ------------- | --------------- | --------- | ---------------------------------------------------------------------------------- | --- |
| 148 | Remembrance of the Daleks       | Andrew Morgan | Ben Aaronovitch | 4 odcinki | 5 października 1988 12 października 1988 19 października 1988 26 października 1988 | 7H  |
| 149 | The Happiness Patrol            | Chris Clough  | Graeme Curry    | 3 odcinki | 2 listopada 1988 9 listopada 1988 16 listopada 1988                                | 7L  |
| 150 | Silver Nemesis                  | Chris Clough  | Kevin Clarke    | 3 odcinki | 23 listopada 1988 30 listopada 1988 7 grudnia 1988                                 | 7K  |
| 151 | The Greatest Show in the Galaxy | Alan Wareing  | Stephen Wyatt   | 4 odcinki | 14 grudnia 1988 21 grudnia 1988 28 grudnia 1988 4 stycznia 1989                    | 7J  |

### Sezon 26 (1989)
| N/o | Tytuł               | Reżyseria        | Scenariusz      | Odcinki   | Emisja                                                                   | Kod |
| --- | ------------------- | ---------------- | --------------- | --------- | ------------------------------------------------------------------------ | --- |
| 152 | Battlefield         | Michael Kerrigan | Ben Aaronovitch | 4 odcinki | 6 września 1989 13 września 1989 20 września 1989 27 września 1989       | 7N  |
| 153 | Ghost Light         | Alan Wareing     | Marc Platt      | 3 odcinki | 4 października 1989 11 października 1989 18 października 1989            | 7Q  |
| 154 | The Curse of Fenric | Nicholas Mallett | Ian Briggs      | 4 odcinki | 25 października 1989 1 listopada 1989 8 listopada 1989 15 listopada 1989 | 7M  |
| 155 | Survival            | Alan Wareing     | Rona Munro      | 3 odcinki | 22 listopada 1989 29 listopada 1989 6 grudnia 1989                       | 7P  |

## Ósmy Doktor
W postać ósmego Doktora wcielił się Paul McGann. Jest to jedno z jego dwóch wystąpień telewizyjnych w tej roli.

### Film telewizyjny (1996)
| N/o | Tytuł                       | Tytuł polski | Reżyseria    | Scenariusz     | Premiera (CITV) | Premiera w Polsce (Polsat 2) | Uwagi                       |
| --- | --------------------------- | ------------ | ------------ | -------------- | --------------- | ---------------------------- | --------------------------- |
| 156 | Doctor Who The Enemy Within | Doktor Who   | Geoffrey Sax | Matthew Jacobs | 12 maja 1996    | 26 marca 1999                | Film telewizyjny (89 minut) |

1. ↑  Drugim wystąpienie miało miejsce w 2013 w miniodcinku pt. The Night of the Doctor.

## Dziewiąty Doktor
W 2005 roku, po trwającej 16 lat przerwie, BBC ponownie wznowiło produkcję serialu. Producentami wykonawczymi zostali Russell T. Davies, Julie Gardner i Mal Young, a producentem Phil Collinson. W postać dziewiątego Doktora wcielił się Christopher Eccleston, co zostało ogłoszone przez BBC 20 marca 2004, po miesiącach spekulacji.
Odcinki nowych serii traktowane są jako kolejne sezony serialu, pomimo wyzerowania ich numeracji. Nowe odcinki produkowane są w panoramicznym formacie 16:9, a ich długość wynosi zazwyczaj 45 minut. Po raz pierwszy od trzeciego sezonu (1965–1966), każdemu odcinkowi nadano osobny tytuł, nawet jeżeli był częścią kilkuodcinkowej historii (wyjątkiem jest dwuodcinkowa historia Do końca wszechświata z 2010).

### Seria 1 (2005)
Seria przedstawia nową towarzyszkę Doktora, obecną we wszystkich odcinkach serii Rose Tyler (Billie Piper). Dodatkowo w dwóch odcinkach Doktorowi towarzyszy geniusz naukowy, Adam Mitchell (Bruno Langley), a pod koniec serii agent czasu z LI wieku, kapitan Jack Harkness (John Barrowman). W tej serii po raz pierwszy na taką skalę pojawiają się postacie drugoplanowe, z czego najczęściej pojawiającymi się są Jackie Tyler (Camille Coduri) oraz Mickey Smith (Noel Clarke).
Głównymi motywami serii są konsekwencje Wojny Czasu oraz pojawiające się wielokrotnie słowo „Zły Wilk”.
| N/o | #     | Tytuł                             | Tytuł polski                                      | Reżyseria   | Scenariusz       | Uwagi     | Premiera                          | Premiera w Polsce (TVP1)                  |
| --- | ----- | --------------------------------- | ------------------------------------------------- | ----------- | ---------------- | --------- | --------------------------------- | ----------------------------------------- |
| 157 | 1     | Rose                              | Rose                                              | Keith Boak  | Russell T Davies | 1 odcinek | 26 marca 2005                     | 1 października 2006                       |
| 158 | 2     | The End of the World              | Koniec świata                                     | Euros Lyn   | Russell T Davies | 1 odcinek | 2 kwietnia 2005                   | 8 października 2006                       |
| 159 | 3     | The Unquiet Dead                  | Niespokojni nieboszczycy                          | Euros Lyn   | Mark Gatiss      | 1 odcinek | 9 kwietnia 2005                   | 15 października 2006                      |
| 160 | 4 5   | Aliens of London World War Three  | Kosmici z Londynu Trzecia Wojna Światowa          | Keith Boak  | Russell T Davies | 2 odcinki | 16 kwietnia 2005 23 kwietnia 2005 | 22 października 2006 29 października 2006 |
| 161 | 6     | Dalek                             | Dalek                                             | Joe Ahearne | Robert Shearman  | 1 odcinek | 30 kwietnia 2005                  | 4 listopada 2006                          |
| 162 | 7     | The Long Game                     | Długa gra (Długa rozgrywka)                       | Brian Grant | Russell T Davies | 1 odcinek | 7 maja 2005                       | 18 listopada 2006                         |
| 163 | 8     | Father’s Day                      | Dzień Ojca                                        | Joe Ahearne | Paul Cornell     | 1 odcinek | 14 maja 2005                      | 25 listopada 2006                         |
| 164 | 9 10  | The Empty Child The Doctor Dances | Puste dziecko (Dziecko bez wnętrza) Doktor tańczy | James Hawes | Steven Moffat    | 2 odcinki | 21 maja 2005 28 maja 2005         | 2 grudnia 2006 9 grudnia 2006             |
| 165 | 11    | Boom Town                         | Boom w mieście (Atomowe miasto)                   | Joe Ahearne | Russell T Davies | 1 odcinek | 4 czerwca 2005                    | 16 grudnia 2006                           |
| 166 | 12 13 | Bad Wolf The Parting of the Ways  | Zły wilk Każdy swoją drogą (Rozstanie)            | Joe Ahearne | Russell T Davies | 2 odcinki | 11 czerwca 2005 18 czerwca 2005   | 23 grudnia 2006 30 grudnia 2006           |

1. ↑  Tytuł polski podany za lektorem polskiej wersji językowej wyprodukowanej na zlecenie BBC Worldwide. Drugi tytuł podany został za programem telewizyjnym Programu I Telewizji Polskiej jeśli inny niż pierwszy.
2. ↑  Daty premier podane za programem telewizyjnym Programu I Telewizji Polskiej opublikowanym w bazie TVP

## Dziesiąty Doktor
W postać dziesiątego Doktora wcielił się David Tennant, który został obsadzony w tej roli jeszcze przed emisją sezonu z dziewiątym Doktorem, a jego udział w serialu ogłoszono 16 kwietnia 2005 roku. Mal Young zrezygnował z pozycji producenta wykonawczego.

### Seria 2 (2006)
30 marca 2005 ogłoszono, że serial został prolongowany do drugiego sezonu, a także że zostanie wydany specjalny odcinek świąteczny. Jednym z motywów tej serii jest historia Instytutu Torchwood, która jest później kontynuowana w spin-offie serialu pt. Torchwood. Do każdego z odcinków wyprodukowano jednominutowe prequele udostępnione online pt. TARDISODE. Miały one na celu promowanie odcinków sezonu.
Do załogi TARDIS na pewien czas dołącza chłopak Rose, Mickey Smith (Noel Clarke). W odcinku Zjazd absolwentów gościnnie pojawiają się dawni towarzysze Doktora, Sara Jane Smith (Elisabeth Sladen) oraz K9 (John Leeson). W odcinku świątecznym oraz w serii 2 pojawiają się niektóre postacie znane z serii 1, w tym m.in. Harriet Jones (Penelope Wilton), Jackie Tyler (Camille Coduri) czy Pete Tyler (Shaun Dingwall).
| N/o | #     | Tytuł                                 | Tytuł polski                                 | Reżyseria     | Scenariusz        | Uwagi                         | Premiera                       | Premiera w Polsce (TVP1)          |
| --- | ----- | ------------------------------------- | -------------------------------------------- | ------------- | ----------------- | ----------------------------- | ------------------------------ | --------------------------------- |
| 167 | –     | The Christmas Invasion                | Świąteczna inwazja                           | James Hawes   | Russell T. Davies | Odcinek świąteczny (60 minut) | 25 grudnia 2005                | 6 stycznia 2007                   |
| 168 | 1     | New Earth                             | Nowa Ziemia                                  | James Hawes   | Russell T. Davies | 1 odcinek                     | 15 kwietnia 2006               | 13 stycznia 2007                  |
| 169 | 2     | Tooth and Claw                        | Ząb i pazur                                  | Euros Lyn     | Russell T. Davies | 1 odcinek                     | 22 kwietnia 2006               | 30 marca 2007                     |
| 170 | 3     | School Reunion                        | Zjazd absolwentów                            | James Hawes   | Toby Whithouse    | 1 odcinek                     | 29 kwietnia 2006               | 5 kwietnia 2007                   |
| 171 | 4     | The Girl in the Fireplace             | Dziewczynka w kominku (Dziewczyna w kominku) | Euros Lyn     | Steven Moffat     | 1 odcinek                     | 6 maja 2006                    | 10 kwietnia 2007                  |
| 172 | 5 6   | Rise of the Cybermen The Age of Steel | Bunt Cybermenów Wiek stali                   | Graeme Harper | Tom MacRae        | 2 odcinki                     | 13 maja 2006 20 maja 2006      | 11 kwietnia 2007 12 kwietnia 2007 |
| 173 | 7     | The Idiot’s Lantern                   | Latarnia głupców (Magia telewizji)           | Euros Lyn     | Mark Gatiss       | 1 odcinek                     | 27 maja 2006                   | 17 kwietnia 2007                  |
| 174 | 8 9   | The Impossible Planet The Satan Pit   | Nieprawdopodobna planeta Szatańska pułapka   | James Strong  | Matt Jones        | 2 odcinki                     | 3 czerwca 2006 10 czerwca 2006 | 18 kwietnia 2007 19 kwietnia 2007 |
| 175 | 10    | Love & Monsters                       | Miłość i potwory                             | Dan Zeff      | Russell T. Davies | 1 odcinek                     | 17 czerwca 2006                | 24 kwietnia 2007                  |
| 176 | 11    | Fear Her                              | Kto się jej boi?                             | Euros Lyn     | Matthew Graham    | 1 odcinek                     | 24 czerwca 2006                | 25 kwietnia 2007                  |
| 177 | 12 13 | Army of Ghosts Doomsday               | Armia duchów Dzień zagłady                   | Graeme Harper | Russell T. Davies | 2 odcinki                     | 1 lipca 2006 8 lipca 2006      | 26 kwietnia 2007 2 maja 2007      |

1. ↑  Tytuł polski podany za lektorem polskiej wersji językowej wyprodukowanej na zlecenie BBC Worldwide. Drugi tytuł podany został za programem telewizyjnym Programu I Telewizji Polskiej jeśli inny niż pierwszy.
2. ↑  Daty premier podane za programem telewizyjnym Programu I Telewizji Polskiej opublikowanym w bazie TVP

### Seria 3 (2007)
Prolongowanie serialu do trzeciej serii zostało ogłoszone już 16 czerwca 2005 roku, zaledwie dwa miesiące po ogłoszeniu produkcji drugiej serii. Phil Collinson był producentem większości odcinków, z wyjątkiem dwuodcinkowej historii Natura ludzka / Rodzina Krwi, które wyprodukowała Susie Liggat. Producentami wykonawczymi w dalszym ciągu byli Russell T. Davies i Julie Gardner.
Po odejściu Billie Piper w finale drugiej serii, w odcinku świątecznym na miejscu towarzyszki pojawia się Catherine Tate jako Donna Noble. Natomiast w serii trzeciej towarzyszy Doktorowi Freema Agyeman jako Martha Jones. Pod koniec serii pojawia się John Barrowman, powracający do roli Jacka Harknessa.
Trzy spośród odcinków tej serii zostały zaadaptowane z wcześniej wydanych prac. Dwuodcinkowa historia Natura ludzka / Rodzina Krwi została zaadaptowana przez Paula Cornella z jego własnej książki wydanej w 1995 roku z serii Virgin New Adventures pod tytułem Human Nature. Odcinek Mrugnięcie pochodzi z opowiadania wydanego w czasopiśmie Doctor Who Annual w 2006 roku, napisanego przez Stevena Moffata „What I Did on My Christmas Holidays” By Sally Sparrow (dosł. „Co robiłam w Boże Narodzenie” napisane przez Sally Sparrow).
| N/o | #        | Tytuł                                            | Tytuł polski                                 | Reżyseria                  | Scenariusz        | Uwagi                         | Premiera                                        | Premiera w Polsce (BBC Ent.)                     |
| --- | -------- | ------------------------------------------------ | -------------------------------------------- | -------------------------- | ----------------- | ----------------------------- | ----------------------------------------------- | ------------------------------------------------ |
| 178 | –        | The Runaway Bride                                | Uciekająca panna młoda                       | Euros Lyn                  | Russell T. Davies | Odcinek świąteczny (60 minut) | 25 grudnia 2006                                 | 25 grudnia 2008                                  |
| 179 | 1        | Smith and Jones                                  | Smith i Jones                                | Charles Palmer             | Russell T. Davies | 1 odcinek                     | 31 marca 2007                                   | 24 maja 2008                                     |
| 180 | 2        | The Shakespeare Code                             | Kod Szekspira                                | Charles Palmer             | Gareth Roberts    | 1 odcinek                     | 7 kwietnia 2007                                 | 31 maja 2008                                     |
| 181 | 3        | Gridlock                                         | Korek                                        | Richard Clark              | Russell T. Davies | 1 odcinek                     | 14 kwietnia 2007                                | 7 czerwca 2008                                   |
| 182 | 4 5      | Daleks in Manhattan Evolution of the Daleks      | Dalekowie na Manhattanie Ewolucja Daleków    | James Strong               | Helen Raynor      | 2 odcinki                     | 21 kwietnia 2007 28 kwietnia 2007               | 14 czerwca 2008 21 czerwca 2008                  |
| 183 | 6        | The Lazarus Experiment                           | Eksperyment Lazaurusa                        | Richard Clark              | Stephen Greenhorn | 1 odcinek                     | 5 maja 2007                                     | 28 czerwca 2008                                  |
| 184 | 7        | 42                                               | 42 minuty                                    | Graeme Harper              | Chris Chibnall    | 1 odcinek                     | 19 maja 2007                                    | 5 lipca 2008                                     |
| 185 | 8 9      | Human Nature The Family of Blood                 | Natura ludzka Rodzina Krwi                   | Charles Palmer             | Paul Cornell      | 2 odcinki                     | 26 maja 2007 2 czerwca 2007                     | 12 lipca 2008 19 lipca 2008                      |
| 186 | 10       | Blink                                            | Mrugnięcie                                   | Hettie MacDonald           | Steven Moffat     | 1 odcinek                     | 9 czerwca 2007                                  | 26 lipca 2008                                    |
| 187 | 11 12 13 | Utopia The Sound of Drums Last of the Time Lords | Utopia Odgłos bębnów Ostatni z Władców Czasu | Graeme Harper Colin Teague | Russell T. Davies | 3 odcinek                     | 16 czerwca 2007 23 czerwca 2007 30 czerwca 2007 | 2 sierpnia 2008 9 sierpnia 2008 16 sierpnia 2008 |

1. ↑  Tytuł polski podany za lektorem polskiej wersji językowej wyprodukowanej na zlecenie BBC Worldwide.
2. ↑  Data polskiej premiery podana została za programem telewizyjnym stacji BBC Entertainment opublikowanym w serwisie teleman.pl.

### Seria 4 (2008)
Odcinek świąteczny Rejs potępieńców został zadedykowany pamięci zmarłej miesiąc wcześniej Verity Lambert, pierwszej producentki serialu. Jako towarzyszka występuje w nim Kylie Minogue jako Astrid Peth
Produkcje serii 4 ogłoszono 22 marca 2007 roku. Producentami tej serii byli Susie Liggat oraz Phil Collinson. Producentami wykonawczymi byli w dalszym ciągu Russell T. Davies oraz Julie Gardner. Phil Collinson również jest podpisany jako producent wykonawczy w odcinkach wyprodukowanych przez Susie Liggat. Phil Collinson zrezygnował z pozycji producenta serialu po zakończeniu serii.
Jako towarzyszka Doktora występuje Catherine Tate w roli Donny Noble, która wcześniej wystąpiła w tej roli w odcinku świątecznym z 2006 roku, Uciekająca panna młoda. W tej serii powraca wiele wcześniejszych postaci, w tym m.in. Martha Jones (Freema Agyeman), Rose Tyler (Billie Piper), Jack Harkness (John Barrowman), Sara Jane Smith (Elisabeth Sladen) czy Mickey Smith (Noel Clarke). Dodatkowo pojawiają się postacie ze spin-offów Doktora Who: Gwen Cooper (Eve Myles), Ianto Jones (Gareth David-Lloyd), Luke Smith (Tommy Knight) oraz pan Smith (Alexander Armstrong). W dwuodcinkowej historii Cisza w bibliotece / Las zmarłych pojawia się również Alex Kingston w roli River Song, której historię eksplorują kolejne sezony.
| N/o | #     | Tytuł                                     | Tytuł polski                      | Reżyseria         | Scenariusz        | Uwagi                            | Premiera                     | Premiera w Polsce (BBC Ent.)             |
| --- | ----- | ----------------------------------------- | --------------------------------- | ----------------- | ----------------- | -------------------------------- | ---------------------------- | ---------------------------------------- |
| 188 | –     | Voyage of the Damned                      | Rejs potępieńców                  | James Strong      | Russell T. Davies | Odcinek świąteczny (72 minuty)   | 25 grudnia 2007              | 6 września 2009                          |
| 189 | 1     | Partners in Crime                         | Partnerzy w zbrodni               | James Strong      | Russell T. Davies | 1 odcinek (50 minut)             | 5 kwietnia 2008              | 13 września 2009                         |
| 190 | 2     | The Fires of Pompeii                      | Ogień z Pompejów                  | Colin Teague      | James Moran       | 1 odcinek (50 minut)             | 12 kwietnia 2008             | 20 września 2009                         |
| 191 | 3     | Planet of the Ood                         | Planeta Oodów                     | Graeme Harper     | Keith Temple      | 1 odcinek                        | 19 kwietnia 2008             | 27 września 2009                         |
| 192 | 4 5   | The Sontaran Stratagem The Poison Sky     | Manewr Sontariański Zatrute niebo | Douglas Mackinnon | Helen Raynor      | 2 odcinki                        | 26 kwietnia 2008 3 maja 2008 | 4 października 2009 11 października 2009 |
| 193 | 6     | The Doctor’s Daughter                     | Córka Doktora                     | Alice Troughton   | Stephen Greenhorn | 1 odcinek                        | 10 maja 2008                 | 18 października 2009                     |
| 194 | 7     | The Unicorn and the Wasp                  | Jednorożec i osa                  | Graeme Harper     | Gareth Roberts    | 1 odcinek                        | 17 maja 2008                 | 25 października 2009                     |
| 195 | 8 9   | Silence in the Library Forest of the Dead | Cisza w bibliotece Las zmarłych   | Euros Lyn         | Steven Moffat     | 2 odcinki                        | 31 maja 2008 7 czerwca 2008  | 1 listopada 2009 8 listopada 2009        |
| 196 | 10    | Midnight                                  | Północ                            | Alice Troughton   | Russell T. Davies | 1 odcinek                        | 14 czerwca 2008              | 15 listopada 2009                        |
| 197 | 11    | Turn Left                                 | Skręć w lewo                      | Graeme Harper     | Russell T. Davies | 1 odcinek (50 minut)             | 21 czerwca 2008              | 22 listopada 2009                        |
| 198 | 12 13 | The Stolen Earth Journey’s End            | Skradziona Ziemia Koniec podróży  | Graeme Harper     | Russell T. Davies | 2 odcinki (odc. 2 trwa 65 minut) | 28 czerwca 2008 5 lipca 2008 | 29 listopada 2009 6 grudnia 2009         |

1. ↑  Tytuł polski podany za lektorem polskiej wersji językowej wyprodukowanej na zlecenie BBC Worldwide.
2. ↑  Data polskiej premiery podana została za programem telewizyjnym stacji BBC Entertainment opublikowanym w serwisie teleman.pl.

### Odcinki specjalne (2008-2010)
W październiku 2008 roku, na rozdaniu nagród telewizyjnych, David Tennant ogłosił, że zamierza odejść z serialu po czterech odcinkach specjalnych.
Od odcinka Planeta umarłych odcinki były kręcone w HD. Susie Liggat była producentem odcinka Drugi Doktor, Nikki Wilson Wody Marsa a Tracie Simpson odcinka Planeta umarłych oraz historii Do końca wszechświata.
W odcinkach występują postaci służące za towarzyszy Doktora tylko na czas jednego odcinka. W Drugim Doktorze są to David Morrissey jako Jackson Lake oraz Velile Tshabalala jako Rosita Farisi, w Planecie umarłych jest to Michelle Ryan w roli Lady Christiny de Souzy, w Wodach Marsa Lindsay Duncan jako Adelaide Brooke, natomiast w ostatniej dwuodcinkowej historii występuje znany z wcześniejszych odcinków Bernard Cribbins w roli Wilfreda Motta. Pojawia się również Catherine Tate w roli Donny Noble, a John Simm powraca do roli Mistrza. W historii Do końca wszechświata pojawiają się cameo Billie Piper (Rose Tyler), Freema Agyeman (Martha Jones), Noel Clarke (Mickey Smith), John Barrowman (Jack Harkness) oraz Elisabeth Sladen (Sara Jane Smith).
| N/o | #   | Tytuł              | Tytuł polski          | Reżyseria     | Scenariusz                       | Uwagi                                               | Premiera                        | Premiera w Polsce (BBC Ent.)              |
| --- | --- | ------------------ | --------------------- | ------------- | -------------------------------- | --------------------------------------------------- | ------------------------------- | ----------------------------------------- |
| 199 | 1   | The Next Doctor    | Drugi Doktor          | Andy Goddard  | Russell T. Davies                | Odcinek świąteczny (60 minut)                       | 25 grudnia 2008                 | 3 października 2010                       |
| 200 | 2   | Planet of the Dead | Planeta umarłych      | James Strong  | Russell T. Davies Gareth Roberts | Odcinek wielkanocny (60 minut)                      | 11 kwietnia 2009                | 10 października 2010                      |
| 201 | 3   | The Waters of Mars | Wody Marsa            | Graeme Harper | Russell T. Davies Phil Ford      | Odcinek specjalny (60 minut)                        | 15 listopada 2009               | 17 października 2010                      |
| 202 | 4 5 | The End of Time    | Do końca wszechświata | Euros Lyn     | Russell T. Davies                | Odc. świąteczny (60 min.) Odc. noworoczny (72 min.) | 25 grudnia 2009 1 stycznia 2010 | 24 października 2010 31 października 2010 |

1. ↑  Tytuł polski podany za lektorem polskiej wersji językowej wyprodukowanej na zlecenie BBC Worldwide.
2. ↑  Data polskiej premiery podana została za programem telewizyjnym stacji BBC Entertainment opublikowanym w serwisie teleman.pl.

## Jedenasty Doktor
Russell T. Davies po odcinkach specjalnych zrezygnował z funkcji producenta wykonawczego i przekazał nadzór nad projektem scenarzyście Stevenowi Moffatowi, a Julie Gardner została zastąpiona przez Piersa Wengera. Murray Gold pozostał na stanowisku kompozytora muzyki do serialu. W postać jedenastego Doktora wcielił się, wówczas 26-letni, Matt Smith, pomimo iż początkowym założeniem Moffata było powierzyć rolę aktorowi w średnim wieku. W ten sposób Smith został najmłodszym aktorem odgrywającym rolę Doktora, był o trzy lata młodszy od Petera Davisona, gdy ten został obsadzony w roli piątego Doktora.

### Seria 5 (2010)
Serial został prolongowany do serii piątej w sierpniu 2007 roku. Producentem wykonawczym, oprócz Moffata i Wengera, została Beth Willis, a stanowisko producenta na czas tej serii objęli Tracie Simpson oraz Peter Bennett.
Oprócz nowego Doktora, seria piąta przedstawia Karen Gillan w roli nowej towarzyszki Doktora – Amy Pond, oraz Arthura Darvilla, w roli jej narzeczonego – Rory’ego Williamsa, który występuje w sześciu odcinkach sezonu i przez pewien czas podróżuje z Doktorem i Amy. Alex Kingston powraca do roli River Song, tajemniczej kobiety z przyszłości Doktora, która wzywa go do pomocy dwukrotnie w tej serii, w dwuodcinkowych historiach Czas Aniołów / Kamienne ciała oraz Otwarcie Pandoriki / Wielki Wybuch. Nastąpiły również zmiany w innych elementach serii. Do najważniejszych należą – zmiana logo serialu, nowa aranżacja czołówki oraz nowy wygląd TARDIS i śrubokrętu sonicznego.
Zdjęcia do serialu rozpoczęły się w lipcu 2009 i trwały przez następne dziewięć miesięcy. W większości, zdjęcia do serii były kręcone na terenie Walii. Jedyny wyjątek stanowią odcinki Wampiry w Wenecji oraz Vincent i Doktor które nakręcono na terenie Trogir w Chorwacji.
| N/o | #     | Tytuł                              | Tytuł polski                     | Reżyseria          | Scenariusz     | Uwagi                     | Premiera                        | Premiera w Polsce (BBC Ent.)        |
| --- | ----- | ---------------------------------- | -------------------------------- | ------------------ | -------------- | ------------------------- | ------------------------------- | ----------------------------------- |
| 203 | 1     | The Eleventh Hour                  | Jedenasta godzina                | Adam Smith         | Steven Moffat  | 1 odcinek                 | 3 kwietnia 2010                 | 7 listopada 2010                    |
| 204 | 2     | The Beast Below                    | Bestia na dole                   | Andrew Gunn        | Steven Moffat  | 1 odcinek                 | 10 kwietnia 2010                | 7 listopada 2010                    |
| 205 | 3     | Victory of the Daleks              | Zwycięstwo Daleków               | Andrew Gunn        | Mark Gatiss    | 1 odcinek                 | 17 kwietnia 2010                | 14 listopada 2010                   |
| 206 | 4 5   | The Time of Angels Flesh and Stone | Czas Aniołów Kamienne ciała      | Adam Smith         | Steven Moffat  | 2 odcinki                 | 24 kwietnia 2010 1 maja 2010    | 14 listopada 2010 21 listopada 2010 |
| 207 | 6     | The Vampires of Venice             | Wampiry w Wenecji                | Jonny Campbell     | Toby Whithouse | 1 odcinek (50 minut)      | 8 maja 2010                     | 21 listopada 2010                   |
| 208 | 7     | Amy’s Choice                       | Wybór Amy                        | Catherine Morshead | Simon Nye      | 1 odcinek                 | 15 maja 2010                    | 28 listopada 2010                   |
| 209 | 8 9   | The Hungry Earth Cold Blood        | Głodna Ziemia Zimna krew         | Ashley Way         | Chris Chibnall | 2 odcinki                 | 22 maja 2010 29 maja 2010       | 28 listopada 2010 5 grudnia 2010    |
| 210 | 10    | Vincent and the Doctor             | Vincent i Doktor                 | Jonny Campbell     | Richard Curtis | 1 odcinek                 | 5 czerwca 2010                  | 5 grudnia 2010                      |
| 211 | 11    | The Lodger                         | Lokator                          | Catherine Morshead | Gareth Roberts | 1 odcinek                 | 12 czerwca 2010                 | 12 grudnia 2010                     |
| 212 | 12 13 | The Pandorica Opens The Big Bang   | Otwarcie Pandoriki Wielki Wybuch | Toby Haynes        | Steven Moffat  | 2 odcinki (50 i 55 minut) | 19 czerwca 2010 26 czerwca 2010 | 12 grudnia 2010 19 grudnia 2010     |

1. ↑  Tytuł polski podany za lektorem polskiej wersji językowej wyprodukowanej na zlecenie BBC Worldwide.
2. ↑  Data polskiej premiery podana została za archiwalnym programem telewizyjnym stacji BBC Entertainment opublikowanym w serwisie telemagazyn.pl.

### Seria 6 (2011)
Seria szósta została podzielona na dwie części. Pierwsze siedem odcinków zostało wyemitowanych od kwietnia do czerwca 2011 roku, a pozostałe sześć odcinków wyemitowano od sierpnia do października 2011 roku. Naczelnym scenarzystą i producentem wykonawczym pozostał Steven Moffat, współpracując  z Piersem Wengerem oraz Beth Willis. Producentami byli Sanne Wohlenberg, Marcus Wilson oraz Denise Paul.
Matt Smith, Karen Gillan oraz Arthur Darvill ponownie wcielają się w swoje role, kolejno: Doktora, Amy Pond i Rory’ego Williamsa. Darvill, który w poprzednim sezonie pojawiał się jedynie gościnnie, od odcinka świątecznego Opowieść wigilijna stał się stałym członkiem obsady. Alex Kingston powraca gościnnie w pięciu odcinkach serii jako River Song; James Corden powraca do roli Craiga Owensa w odcinku Godzina zamknięcia. Simon Callow również pojawia się ponownie w roli Charlesa Dickensa, którego Doktor spotkał poprzednio w pierwszej serii w odcinku Niespokojni nieboszczycy.
Do niektórych odcinków zostały wyprodukowane prequele, które w zamyśle miały promować konkretne odcinki sezonu.
| N/o | #   | Tytuł                                    | Tytuł polski                                | Reżyseria      | Scenariusz       | Uwagi                          | Premiera                          | Premiera w Polsce (BBC Ent.)     |
| --- | --- | ---------------------------------------- | ------------------------------------------- | -------------- | ---------------- | ------------------------------ | --------------------------------- | -------------------------------- |
| 213 | –   | A Christmas Carol                        | Opowieść wigilijna                          | Toby Haynes    | Steven Moffat    | odcinek świąteczny (62 minuty) | 25 grudnia 2010                   | 25 grudnia 2011                  |
| 214 | 1 2 | The Impossible Astronaut Day of the Moon | Niemożliwy astronauta Lądowanie na Księżycu | Toby Haynes    | Steven Moffat    | 2 odcinki                      | 23 kwietnia 2011 30 kwietnia 2011 | 6 stycznia 2012 13 stycznia 2012 |
| 215 | 3   | The Curse of the Black Spot              | Klątwa czarnej plamy                        | Jeremy Webb    | Stephen Thompson | 1 odcinek                      | 7 maja 2011                       | 20 stycznia 2012                 |
| 216 | 4   | The Doctor’s Wife                        | Żona Doktora                                | Richard Clark  | Neil Gaiman      | 1 odcinek                      | 14 maja 2011                      | 27 stycznia 2012                 |
| 217 | 5 6 | The Rebel Flesh The Almost People        | Zbuntowane ciało Prawie ludzie              | Julian Simpson | Matthew Graham   | 2 odcinki                      | 21 maja 2011 28 maja 2011         | 3 lutego 2012 10 lutego 2012     |
| 218 | 7   | A Good Man Goes to War                   | Dobry człowiek idzie na wojnę               | Peter Hoar     | Steven Moffat    | 1 odcinek (50 minut)           | 4 czerwca 2011                    | 17 lutego 2012                   |
| 219 | 8   | Let’s Kill Hitler                        | Zabijmy Hitlera                             | Richard Senior | Steven Moffat    | 1 odcinek (50 minut)           | 27 sierpnia 2011                  | 24 lutego 2012                   |
| 220 | 9   | Night Terrors                            | Nocne koszmary                              | Richard Clark  | Mark Gatiss      | 1 odcinek                      | 3 września 2011                   | 2 marca 2012                     |
| 221 | 10  | The Girl Who Waited                      | Dziewczyna, która czekała                   | Nick Hurran    | Tom MacRae       | 1 odcinek                      | 10 września 2011                  | 9 marca 2012                     |
| 222 | 11  | The God Complex                          | Kompleks boga                               | Nick Hurran    | Toby Whithouse   | 1 odcinek (50 minut)           | 17 września 2011                  | 16 marca 2012                    |
| 223 | 12  | Closing Time                             | Godzina zamknięcia                          | Steve Hughes   | Gareth Roberts   | 1 odcinek                      | 24 września 2011                  | 23 marca 2012                    |
| 224 | 13  | The Wedding of River Song                | Ślub River Song                             | Jeremy Webb    | Steven Moffat    | 1 odcinek                      | 1 października 2011               | 30 marca 2012                    |

1. ↑  Tytuł polski podany za lektorem polskiej wersji językowej wyprodukowanej na zlecenie BBC Worldwide.
2. ↑  Data polskiej premiery podana została za programem telewizyjnym stacji BBC Entertainment opublikowanym w serwisie teleman.pl.

### Seria 7 (2012–2013)
Seria siódma, podobnie jak szósta, została podzielona na dwie części. Producentami wykonawczymi od odcinka Doktor, wdowa i stara szafa byli Steven Moffat, Piers Wenger oraz nowo wybrana do tej roli Caroline Skinner. Beth Willis opuściła BBC i zrezygnowała z roli producenta wykonawczego po zakończeniu szóstej serii. Piers Wenger zrezygnował z pełnienia funkcji producenta wykonawczego po zakończeniu prac nad odcinkiem świątecznym w 2011 roku, przez co Moffat oraz Skinner stali się jedynymi producentami wykonawczymi siódmej serii. Marcus Wilson pozostał producentem serialu, podobnie jak Denise Paul.
Karen Gillan oraz Arthur Darvill opuszczają serial w piątym odcinku serii. Ich następczynią jest Clara Oswald, grana przez Jennę Coleman, która towarzyszy Doktorowi w pozostałych odcinkach. Alex Kingston powraca w roli River w odcinkach Anioły na Manhattanie oraz Imię Doktora. Mark Williams pojawia się w odcinkach Dinozaury w statku kosmicznym oraz Potęga trójki w roli ojca Rory’ego Williamsa, Briana.
| Nr  | #  | Tytuł                                  | Tytuł polski                             | Reżyseria          | Scenariusz       | Uwagi                         | Premiera         | Premiera w Polsce (BBC Ent.) |
| --- | -- | -------------------------------------- | ---------------------------------------- | ------------------ | ---------------- | ----------------------------- | ---------------- | ---------------------------- |
| 225 | –  | The Doctor, the Widow and the Wardrobe | Doktor, wdowa i stara szafa              | Farren Blackburn   | Steven Moffat    | odcinek świąteczny (60 minut) | 25 grudnia 2011  | 30 grudnia 2012              |
| 226 | 1  | Asylum of the Daleks                   | Planeta obłąkanych Daleków               | Nick Hurran        | Steven Moffat    | 1 odcinek (50 minut)          | 1 września 2012  | 6 stycznia 2013              |
| 227 | 2  | Dinosaurs on a Spaceship               | Dinozaury w statku kosmicznym            | Saul Metzstein     | Chris Chibnall   | 1 odcinek                     | 8 września 2012  | 13 stycznia 2013             |
| 228 | 3  | A Town Called Mercy                    | Miasteczko Mercy                         | Saul Metzstein     | Toby Whithouse   | 1 odcinek                     | 15 września 2012 | 20 stycznia 2013             |
| 229 | 4  | The Power of Three                     | Potęga trójki                            | Douglas Mackinnon  | Chris Chibnall   | 1 odcinek                     | 22 września 2012 | 27 stycznia 2013             |
| 230 | 5  | The Angels Take Manhattan              | Anioły na Manhattanie                    | Nick Hurran        | Steven Moffat    | 1 odcinek                     | 29 września 2012 | 3 lutego 2013                |
| 231 | –  | The Snowmen                            | Bałwany Doktor Who i krwiożercze bałwany | Saul Metzstein     | Steven Moffat    | odcinek świąteczny (60 minut) | 25 grudnia 2012  | 10 lutego 2013               |
| 232 | 6  | The Bells of Saint John                | Dzwony Świętego Jana                     | Colm McCarthy      | Steven Moffat    | 1 odcinek                     | 30 marca 2013    | 31 marca 2013                |
| 233 | 7  | The Rings of Akhaten                   | Pierścienie Akhatenu                     | Farren Blackburn   | Neil Cross       | 1 odcinek                     | 6 kwietnia 2013  | 7 kwietnia 2013              |
| 234 | 8  | Cold War                               | Zimna wojna                              | Douglas Mackinnon  | Mark Gatiss      | 1 odcinek (40 minut)          | 13 kwietnia 2013 | 14 kwietnia 2013             |
| 235 | 9  | Hide                                   | Kryjówka                                 | Jamie Payne        | Neil Cross       | 1 odcinek                     | 20 kwietnia 2013 | 21 kwietnia 2013             |
| 236 | 10 | Journey to the Centre of the TARDIS    | Podróż do wnętrza TARDIS                 | Mat King           | Stephen Thompson | 1 odcinek                     | 27 kwietnia 2013 | 28 kwietnia 2013             |
| 237 | 11 | The Crimson Horror                     | Karmazynowa groza                        | Saul Metzstein     | Mark Gatiss      | 1 odcinek                     | 4 maja 2013      | 5 maja 2013                  |
| 238 | 12 | Nightmare in Silver                    | Srebrny koszmar                          | Stephen Woolfenden | Neil Gaiman      | 1 odcinek                     | 11 maja 2013     | 12 maja 2013                 |
| 239 | 13 | The Name of the Doctor                 | Imię Doktora                             | Saul Metzstein     | Steven Moffat    | 1 odcinek                     | 18 maja 2013     | 19 maja 2013                 |

1. ↑  Tytuł polski podany za lektorem polskiej wersji językowej wyprodukowanej na zlecenie BBC Worldwide.
2. ↑  Data polskiej premiery podana została za programem telewizyjnym stacji BBC Entertainment opublikowanym w serwisie teleman.pl.
3. ↑  Pod takim tytułem odcinek był reklamowany przez stację telewizyjną BBC Entertainment, pod tym tytułem występuje również w magazynach z programem telewizyjnym i na oficjalnej stronie BBC Entertainment.

### Odcinki specjalne (2013)
Odcinek na 50-lecie serialu został wyemitowany w 3D i miał swoją premierę  jednocześnie w 94 krajach świata, był również wyświetlany w kinach m.in. w Wielkiej Brytanii, Niemczech, Rosji, Australii, Nowej Zelandii i w Stanach Zjednoczonych. Po zakończeniu 7 serii Caroline Skinner zrezygnowała ze stanowiska producenta wykonawczego. Jej miejsce w odcinku rocznicowym zajęła Faith Penhale. Później rolę producenta wykonawczego przejął Brian Minchin.
1 czerwca 2013 ogłoszono, że Matt Smith zamierza zrezygnować z roli i w odcinku świątecznym Doktor po raz kolejny przejdzie proces regeneracji.
| N/o | # | Tytuł                  | Tytuł polski  | Reżyseria   | Scenariusz    | Uwagi                                                | Premiera          | Premiera w Polsce (BBC Ent.) |
| --- | - | ---------------------- | ------------- | ----------- | ------------- | ---------------------------------------------------- | ----------------- | ---------------------------- |
| 240 | – | The Day Of The Doctor  | Dzień Doktora | Nick Hurran | Steven Moffat | Odcinek specjalny na 50. rocznicę serialu (75 minut) | 23 listopada 2013 | 23 listopada 2013            |
| 241 | – | The Time Of The Doctor | Czas Doktora  | Jamie Payne | Steven Moffat | Odcinek świąteczny                                   | 25 grudnia 2013   | 29 grudnia 2013              |

1. ↑  Tytuł polski podany za lektorem polskiej wersji językowej wyprodukowanej na zlecenie BBC Worldwide.
2. ↑  Data polskiej premiery podana została za programem telewizyjnym stacji BBC Entertainment opublikowanym w serwisie teleman.pl.

## Dwunasty Doktor
4 sierpnia 2013 roku w specjalnym programie Doctor Who Live: The Next Doctor, emitowanym na BBC One, zakomunikowano, że w rolę Dwunastego Doktora wcieli się 55-letni aktor Peter Capaldi. Moffat, producent wykonawczy serialu, przyznał, że aktor ten był jedynym kandydatem do tej roli.

### Seria 8 (2014)
Oprócz Stevena Moffata, który pozostał na stanowisku producenta wykonawczego serialu, producentem wykonawczym jest także Brian Minchin, a producentami tej serii są Nikki Wilson oraz Peter Bennett. Zdjęcia do ósmej serii serialu rozpoczęły się 7 stycznia 2014 roku, a zakończyły się 6 sierpnia. Jenna-Louise Coleman powróciła do roli towarzyszki Doktora, Clary Oswald. Pierwszy odcinek serii był emitowany także w wielu kinach na świecie. Dwa finałowe odcinki tego sezonu można było zobaczyć w technologii 3D w kinach w Stanach Zjednoczonych oraz w Danii wraz z prequelem do serii dziewiątej.
| N/o | #     | Tytuł                       | Tytuł polski                | Reżyseria         | Scenariusz                     | Uwagi                           | Premiera                          | Premiera w Polsce (BBC Ent.)        |
| --- | ----- | --------------------------- | --------------------------- | ----------------- | ------------------------------ | ------------------------------- | --------------------------------- | ----------------------------------- |
| 242 | 1     | Deep Breath                 | Głęboki oddech              | Ben Wheatley      | Steven Moffat                  | 1 odcinek (79 minut)            | 23 sierpnia 2014                  | 23 sierpnia 2014                    |
| 243 | 2     | Into the Dalek              | Wnętrze Daleka              | Ben Wheatley      | Phil Ford Steven Moffat        | 1 odcinek                       | 30 sierpnia 2014                  | 31 sierpnia 2014                    |
| 244 | 3     | Robot of Sherwood           | Robot z Sherwood            | Paul Murphy       | Mark Gatiss                    | 1 odcinek                       | 6 września 2014                   | 7 września 2014                     |
| 245 | 4     | Listen                      | Posłuchaj                   | Douglas Mackinnon | Steven Moffat                  | 1 odcinek                       | 13 września 2014                  | 14 września 2014                    |
| 246 | 5     | Time Heist                  | Skok na czas                | Douglas Mackinnon | Stephen Thompson Steven Moffat | 1 odcinek                       | 20 września 2014                  | 21 września 2014                    |
| 247 | 6     | The Caretaker               | Woźny                       | Paul Murphy       | Gareth Roberts Steven Moffat   | 1 odcinek                       | 27 września 2014                  | 28 września 2014                    |
| 248 | 7     | Kill the Moon               | Zabić Księżyc               | Paul Wilmshurst   | Peter Harness                  | 1 odcinek                       | 4 października 2014               | 19 października 2014                |
| 249 | 8     | Mummy on the Orient Express | Mumia w Orient Expressie    | Paul Wilmshurst   | Jamie Mathieson                | 1 odcinek                       | 11 października 2014              | 26 października 2014                |
| 250 | 9     | Flatline                    | Trzeci wymiar               | Douglas Mackinnon | Jamie Mathieson                | 1 odcinek                       | 18 października 2014              | 2 listopada 2014                    |
| 251 | 10    | In the Forest of the Night  | W lesie nocy                | Sheree Folkson    | Frank Cottrell Boyce           | 1 odcinek                       | 25 października 2014              | 9 listopada 2014                    |
| 252 | 11 12 | Dark Water Death in Heaven  | Ciemna woda Śmierć w niebie | Rachel Talalay    | Steven Moffat                  | 2 odcinki (2. odcinek 60 minut) | 1 listopada 2014 8 listopada 2014 | 16 listopada 2014 23 listopada 2014 |

1. ↑  Tytuł polski podany za lektorem polskiej wersji językowej wyprodukowanej na zlecenie BBC Worldwide.

### Seria 9 (2015)
Zamiar wyprodukowania tej serii ogłoszono w styczniu 2014, a zdjęcia rozpoczęły się niemal rok później. Do swojej roli Clary Oswald powróciła po raz ostatni Jenna Coleman, która tuż przed rozpoczęciem emisji ogłosiła, że odchodzi z serialu. W związku z jej odejściem w odcinku świątecznym pt. The Husbands of River Song Doktorowi towarzyszyła powracająca River Song, grana przez Alex Kingston.
| N/o | #   | Tytuł                                          | Tytuł polski                                                                   | Reżyseria         | Scenariusz                                          | Uwagi                         | Premiera                                 | Premiera w Polsce                 |
| --- | --- | ---------------------------------------------- | ------------------------------------------------------------------------------ | ----------------- | --------------------------------------------------- | ----------------------------- | ---------------------------------------- | --------------------------------- |
| 253 | –   | Last Christmas                                 | Ostatnia gwiazdka                                                              | Paul Wilmshurst   | Steven Moffat                                       | odcinek świąteczny (57 minut) | 25 grudnia 2014                          | 28 grudnia 2014                   |
| 254 | 1 2 | The Magician's Apprentice The Witch's Familiar | Pomocnica czarodzieja (Uczeń czarnoksiężnika) Sługa wiedźmy (Pomocnik wiedźmy) | Hettie Macdonald  | Steven Moffat                                       | 2 odcinki                     | 19 września 2015 26 września 2015        | 14 września 2016 15 września 2016 |
| 255 | 3 4 | Under the Lake Before the Flood                | Pod jeziorem (Podjezierze) Przed powodzią                                      | Daniel O’Hara     | Toby Whithouse                                      | 2 odcinki (2. odc. 45 minut)  | 3 października 2015 10 października 2015 | 16 września 2016 19 września 2016 |
| 256 | 5   | The Girl Who Died                              | Dziewczyna, która umarła                                                       | Ed Bazalgette     | Jamie Mathieson Steven Moffat                       | 1 odcinek                     | 17 października 2015                     | 20 września 2016                  |
| 257 | 6   | The Woman Who Lived                            | Kobieta, która żyła (Kobieta, która przeżyła)                                  | Ed Bazalgette     | Catherine Tregenna                                  | 1 odcinek                     | 24 października 2015                     | 21 września 2016                  |
| 258 | 7 8 | The Zygon Invasion The Zygon Inversion         | Inwazja Zagończyków (Inwazja Zygonów) Odwróceni Zagończycy (Inwersja Zygonów)  | Daniel Nettheim   | Peter Harness odc 8.: Peter Harness i Steven Moffat | 2 odcinki                     | 31 października 2015 7 listopada 2015    | 22 września 2016 23 września 2016 |
| 259 | 9   | Sleep No More                                  | Nie zaznasz snu (Nie zaśniesz już więcej)                                      | Justin Molotnikov | Mark Gatiss                                         | 1 odcinek                     | 14 listopada 2015                        | 26 września 2016                  |
| 260 | 10  | Face the Raven                                 | Oko w oko z krukiem (Twarzą w twarz z krukiem)                                 | Justin Molotnikov | Sarah Dollard                                       | 1 odcinek                     | 21 listopada 2015                        | 27 września 2016                  |
| 261 | 11  | Heaven Sent                                    | Z nieba zesłane (Więzienie samotności)                                         | Rachel Talalay    | Steven Moffat                                       | 1 odcinek (55 minut)          | 28 listopada 2015                        | 28 września 2016                  |
| 262 | 12  | Hell Bent                                      | W drodze do piekła (Więzienie wolności)                                        | Rachel Talalay    | Steven Moffat                                       | 1 odcinek (65 minut)          | 5 grudnia 2015                           | 29 września 2016                  |
| 263 | –   | The Husbands of River Song                     | Mężowie River Song                                                             | Douglas Mackinnon | Steven Moffat                                       | odcinek świąteczny (60 minut) | 25 grudnia 2015                          | 18 grudnia 2016                   |

1. ↑  Tytuł polski podany za Archiwum telewizyjnym serwisu telemagazyn.pl. W nawiasach podano tytuły odcinków za platformą Netfix, jeśli inny niż pierwszy podany.
2. ↑  Odcinek Ostatnia gwiazdka wyemitowany został na kanale BBC Entertainment, zaś pozostałe odcinki na kanale BBC HD.

### Seria 10 (2017)
14 czerwca 2015 roku BBC ujawniło, że dokonano inwestycji w 10. sezon serialu. Dziesiąta seria jest ostatnią, której naczelnym scenarzystą i producentem wykonawczym jest Moffat; jego rolę od 11. sezonu przejął Chris Chibnall. Ostatnim odcinkiem, którego Moffat jest producentem wykonawczym, jest Zdarzyło się dwa razy, którego wyemitowano 25 grudnia 2017 roku.
W rolę nowej towarzyszki Doktora, Bill, wciela się Pearl Mackie. W odcinku świątecznym Zdarzyło się dwa razy do roli pierwszego Doktora powraca David Bradley, który wystąpił w tej roli wcześniej w 2013 roku w filmie An Adventure in Space and Time.
| N/o | #     | Tytuł                                  | Tytuł polski                                              | Reżyseria       | Scenariusz                   | Uwagi                            | Premiera (BBC)               | Premiera w Polsce       |
| --- | ----- | -------------------------------------- | --------------------------------------------------------- | --------------- | ---------------------------- | -------------------------------- | ---------------------------- | ----------------------- |
| 264 | –     | The Return of Doctor Mysterio          | Powrót Doktora Mysterio                                   | Ed Bazalgette   | Steven Moffat                | odcinek świąteczny (60 minut)    | 25 grudnia 2016              | 26 grudnia 2017         |
| 265 | 1     | The Pilot                              | Pilot                                                     | Lawrence Gough  | Steven Moffat                | 1 odcinek (50 minut)             | 15 kwietnia 2017             | 2 kwietnia 2018         |
| 266 | 2     | Smile                                  | Uśmiech                                                   | Lawrence Gough  | Frank Cottrell-Boyce         | 1 odcinek                        | 22 kwietnia 2017             | 3 kwietnia 2018         |
| 267 | 3     | Thin Ice                               | Cienki lód                                                | Bill Anderson   | Sarah Dollard                | 1 odcinek                        | 29 kwietnia 2017             | 9 kwietnia 2018         |
| 268 | 4     | Knock Knock                            | Stuk puk                                                  | Bill Anderson   | Mike Bartlett                | 1 odcinek                        | 6 maja 2017                  | 10 kwietnia 2018        |
| 269 | 5     | Oxygen                                 | Tlen                                                      | Charles Palmer  | Jamie Mathieson              | 1 odcinek                        | 13 maja 2017                 | 16 kwietnia 2018        |
| 270 | 6     | Extremis                               | Ostateczność                                              | Daniel Nettheim | Steven Moffat                | 1 odcinek                        | 20 maja 2017                 | 17 kwietnia 2018        |
| 271 | 7     | The Pyramid at the End of the World    | Piramida na końcu świata                                  | Daniel Nettheim | Peter Harness, Steven Moffat | 1 odcinek                        | 27 maja 2017                 | 23 kwietnia 2018        |
| 272 | 8     | The Lie of the Land                    | Zakłamany świat                                           | Wayne Yip       | Toby Whithouse               | 1 odcinek                        | 3 czerwca 2017               | 24 kwietnia 2018        |
| 273 | 9     | The Empress of Mars                    | Cesarzowa Marsa                                           | Wayne Yip       | Mark Gatiss                  | 1 odcinek                        | 10 czerwca 2017              | 30 kwietnia 2018        |
| 274 | 10    | The Eaters of Light                    | Pożeracze światła                                         | Charles Palmer  | Rona Munro                   | 1 odcinek                        | 17 czerwca 2017              | 1 maja 2018             |
| 275 | 11 12 | World Enough and Time The Doctor Falls | Gdyby się na tej Ziemi czas mógł zatrzymywać Doktor upada | Rachel Talalay  | Steven Moffat                | 2 odcinki (12. odcinek 61 minut) | 24 czerwca 2017 1 lipca 2017 | 7 maja 2018 8 maja 2018 |
| 276 | –     | Twice Upon A Time                      | Zdarzyło się dwa razy                                     | Rachel Talalay  | Steven Moffat                | odcinek świąteczny               | 25 grudnia 2017              | 23 listopada 2018       |

1. ↑  Tytuł polski podany za lektorem polskiej wersji językowej wyprodukowanej na zlecenie BBC.
2. ↑  Odcinek Powrót Doktora Mysterio oraz cała seria dziesiąta została wyemitowana na kanale BBC HD, natomiast odcinek świąteczny Zdarzyło się dwa razy został wyemitowany na kanale BBC First.

## Trzynasta Doktor
W rolę trzynastej Doktor wciela się Jodie Whittaker.

### Seria 11 (2018)
| 277               | 1  | The Woman Who Fell to Earth     | –                                    | Jamie Childs      | Chris Chibnall                  | 7 października 2018  | 26 listopada 2018 |
| 278               | 2  | The Ghost Monument              | Pomnik-widmo                         | Mark Tonderai     | Chris Chibnall                  | 14 października 2018 | 27 listopada 2018 |
| 279               | 3  | Rosa                            | Rosa                                 | Mark Tonderai     | Malorie Blackman Chris Chibnall | 21 października 2018 | 3 grudnia 2018    |
| 280               | 4  | Arachnids in the UK             | Pająki                               | Sallie Aprahamian | Chris Chibnall                  | 28 października 2018 | 4 grudnia 2018    |
| 281               | 5  | The Tsuranga Conundrum          | Dylemat Tsurangi                     | Jennifer Perrott  | Chris Chibnall                  | 4 listopada 2018     | 10 grudnia 2018   |
| 282               | 6  | Demons of the Punjab            | Demony w Pendżabie                   | Sallie Aprahamian | Vinay Patel                     | 11 listopada 2018    | 11 grudnia 2018   |
| 283               | 7  | Kerblam!                        | Kerblam!                             | Jamie Childs      | Pete McTighe                    | 18 listopada 2018    | 17 grudnia 2018   |
| 284               | 8  | The Witchfinders                | Łowcy czarownic                      | Jennifer Perrott  | Joy Wilkinson                   | 25 listopada 2018    | 18 grudnia 2018   |
| 285               | 9  | It Takes You Away               | To cię porwie                        | Jamie Childs      | Ed Hime                         | 2 grudnia 2018       | 24 grudnia 2018   |
| 286               | 10 | The Battle of Ranskoor Av Kolos | Bitwa o Ranskoor Av Kolos            | Jamie Childs      | Chris Chibnall                  | 9 grudnia 2018       | 25 grudnia 2018   |
| Odcinek specjalny |    |                                 |                                      |                   |                                 |                      |                   |
| 287               | –  | Resolution                      | Doktor Who: Postanowienie noworoczne | Wayne Yip         | Chris Chibnall                  | 1 stycznia 2019      | 1 stycznia 2019   |

1. ↑  Tytuł polski podany za lektorem polskiej wersji językowej wyprodukowanej na zlecenie BBC.
2. ↑  Tytuł ten w polskiej wersji nie został przetłumaczony.
3. ↑  Tytuł występuje tylko na belkach zapowiadających następny emitowany program na kanale BBC First, nie jest czytany przez lektora

### Seria 12 (2020)
Odcinki pierwszy i drugi stanowią jedną historię; podobnie odcinki dziewiąty i dziesiąty.
| 288a              | 1  | Spyfall                        | Wszechświat to za mało            | Jamie Stone     | Chris Chibnall             | 1 stycznia 2020  | 12 stycznia 2020 |
| 288b              | 2  | Spyfall                        | Wszechświat to za mało            | Lee Haven Jones | Chris Chibnall             | 5 stycznia 2020  | 19 stycznia 2020 |
| 289               | 3  | Orphan 55                      | Sierota 55                        | Lee Haven Jones | Ed Hime                    | 12 stycznia 2020 | 26 stycznia 2020 |
| 290               | 4  | Nikola Tesla’s Night of Terror | Przerażający wieczór Nikoli Tesli | Nida Manzoor    | Nina Metivier              | 19 stycznia 2020 | 2 lutego 2020    |
| 291               | 5  | Fugitive of the Judoon         | Pościg Judoonów                   | Nida Manzoor    | Vinay Patel Chris Chibnall | 26 stycznia 2020 | 9 lutego 2020    |
| 292               | 6  | Praxeus                        | Praxeus                           | Jamie Stone     | Pete McTighe               | 2 lutego 2020    | 16 lutego 2020   |
| 293               | 7  | Can You Hear Me?               | Słyszysz mnie?                    | Emma Sullivan   | Charlene James             | 9 lutego 2020    | 23 lutego 2020   |
| 294               | 8  | The Haunting of Villa Diodati  | Nawiedzona willa Diodati          | Emma Sullivan   | Maxine Alderton            | 16 lutego 2020   | 1 marca 2020     |
| 295a              | 9  | Ascension of the Cybermen      | Czas chwały Cybermenów            | Jamie Stone     | Chris Chibnall             | 23 lutego 2020   | 8 marca 2020     |
| 295b              | 10 | The Timeless Children          | Dziecko poza czasem               | Jamie Stone     | Chris Chibnall             | 1 marca 2020     | 15 marca 2020    |
| Odcinek specjalny |    |                                |                                   |                 |                            |                  |                  |
| 296               | –  | Revolution of the Daleks       | Rewolucja Daleków                 | Lee Haven Jones | Chris Chibnall             | 1 stycznia 2021  | 1 stycznia 2021  |

### Seria 13 (2021)
W styczniu 2020 roku w wywiadzie dla Entertainment Weekly Jodie Whittaker potwierdziła, że jej kontrakt obejmuje co najmniej jeszcze jedną serię. 29 lipca BBC oficjalnie poinformowało, że Whittaker opuści serial po trzech odcinkach specjalnych wyemitowanych po poprzedzającej je serii trzynastej. Seria będzie składać się z sześciu odcinków, po której zostaną wyemitowane trzy odcinki specjalne. Chibnall potwierdził także, że seria będzie jedną sześcio-częściową historią.
Jest to także ostatnia seria, której producentem wykonawczym jest Chris Chibnall. 
| N/o  | # | Tytuł                    | Tytuł polski             | Reżyseria          | Scenariusz                     | Uwagi          | Premiera (BBC)       | Premiera w Polsce (BBC First) |
| ---- | - | ------------------------ | ------------------------ | ------------------ | ------------------------------ | -------------- | -------------------- | ----------------------------- |
| 297a | 1 | The Halloween Apocalypse | Halloweenowa Apokalipsa  | Jamie Magnus Stone | Chris Chibnall                 | 49 minut       | 31 października 2021 | 19 listopada 2021             |
| 297b | 2 | War of the Sontarans     | Wojna Sontaran           | Jamie Magnus Stone | Chris Chibnall                 | 59 minut       | 7 listopada 2021     | 26 listopada 2021             |
| 297c | 3 | Once, Upon Time          | Od czasu do czasu        | Azhur Saleem       | Chris Chibnall                 | 49 minut       | 14 listopada 2021    | 3 grudnia 2021                |
| 297d | 4 | Village of the Angels    | Wioska Aniołów           | Jamie Magnus Stone | Chris Chibnall Maxine Alderton | 56 minut       | 21 listopada 2021    | 10 grudnia 2021               |
| 297e | 5 | Survivors of the Flux    | Ci, którzy przetrwali    | Azhur Saleem       | Chris Chibnall                 | 50 minut       | 28 listopada 2021    | 17 grudnia 2021               |
| 297f | 6 | The Vanquishers          | Pogromcy                 | Azhur Saleem       | Chris Chibnall                 | 59 minut       | 5 grudnia 2021       | 24 grudnia 2021               |
| 298  | – | Eve of the Daleks        | Sylwester Daleków        | Annetta Laufer     | Chris Chibnall                 | 58 minut       | 1 stycznia 2022      | 9 stycznia 2022               |
| 299  | – | Legend of the Sea Devils | Legenda Morskich Diabłów | Haolu Wang         | Chris Chibnall & Ella Road     | 50 minut       | 17 kwietnia 2022     | 4 czerwca 2022                |
| 300  | – | The Power of the Doctor  | Potęga Doktora           | Jamie Magnus Stone | Chris Chibnall                 | pełnometrażowy | 23 października 2022 | 23 października 2022          |

## Czternasty Doktor
W roli czternastego Doktora został obsadzony David Tennant. Do roli showrunnera powrócił Russell T Davies, który nadzorował produkcję odcinków specjalnych z okazji 60. rocznicy serialu jak i serii czternastej i piętnastej. 

### Odcinki specjalne (2023)
| N/o | # | Tytuł            | Tytuł polski     | Reżyseria      | Scenariusz       | Premiera (BBC)    | Premiera w Polsce (Disney+) |
| --- | - | ---------------- | ---------------- | -------------- | ---------------- | ----------------- | --------------------------- |
| 301 | 1 | The Star Beast   | Gwiezdna bestia  | Rachel Talalay | Russell T Davies | 25 listopada 2023 | 25 listopada 2023           |
| 302 | 2 | Wild Blue Yonder | Wild Blue Yonder | Tom Kingsley   | Russell T Davies | 2 grudnia 2023    | 2 grudnia 2023              |
| 303 | 3 | The Giggle       | Chichot          | Chanya Button  | Russell T Davies | 9 grudnia 2023    | 9 grudnia 2023              |

## Piętnasty Doktor
W rolę piętnastego Doktora wcieli się Ncuti Gatwa.

### Sezon 1 (2024)
Seria składa się z ośmiu odcinków.
| N/o               | #                 | Tytuł                     | Tytuł polski         | Reżyseria             | Scenariusz                 | Premiera (BBC)    | Premiera w Polsce (Disney+) |                   |                   |
| Odcinek specjalny | Odcinek specjalny | Odcinek specjalny         | Odcinek specjalny    | Odcinek specjalny     | Odcinek specjalny          | Odcinek specjalny | Odcinek specjalny           | Odcinek specjalny | Odcinek specjalny |
| ----------------- | ----------------- | ------------------------- | -------------------- | --------------------- | -------------------------- | ----------------- | --------------------------- | ----------------- | ----------------- |
| 304               | 4                 | The Church on Ruby Road   | Kościół na Ruby Road | Mark Tonderai         | Russell T Davies           | 25 grudnia 2023   | 25 grudnia 2023             |                   |                   |
| Sezon 1           |                   |                           |                      |                       |                            |                   |                             |                   |                   |
| 305               | 1                 | Space Babies              | Kosmiczne dzieciaki  | Julie Anne Robinson   | Russell T Davies           | 11 maja 2024      | 11 maja 2024                |                   |                   |
| 306               | 2                 | The Devil’s Chord         | Diabelski akord      | Ben Chessell          | Russell T Davies           | 11 maja 2024      | 11 maja 2024                |                   |                   |
| 307               | 3                 | Boom                      | Bum                  | Julie Anne Robinson   | Steven Moffat              | 18 maja 2024      | 18 maja 2024                |                   |                   |
| 308               | 4                 | 73 Yards                  | 73 jardy             | Dylan Holmes Williams | Russell T Davies           | 25 maja 2024      | 25 maja 2024                |                   |                   |
| 309               | 5                 | Dot and Bubble            | Kropka i Bańka       | Dylan Holmes Williams | Russell T Davies           | 1 czerwca 2024    | 1 czerwca 2024              |                   |                   |
| 310               | 6                 | Rogue                     | Łotr                 | Ben Chessell          | Kate Herron, Briony Redman | 8 czerwca 2024    | 8 czerwca 2024              |                   |                   |
| 311a              | 7                 | The Legend of Ruby Sunday | Legenda Ruby Sunday  | Jamie Donoughue       | Russell T Davies           | 15 czerwca 2024   | 15 czerwca 2024             |                   |                   |
| 311b              | 8                 | Empire of Death           | Imperium śmierci     | Jamie Donoughue       | Russell T Davies           | 22 czerwca 2024   | 22 czerwca 2024             |                   |                   |

### Sezon 2 (2025)
| N/o                | #                  | Tytuł                         | Tytuł polski                    | Reżyseria          | Scenariusz                             | Premiera (BBC)     | Premiera w Polsce (Disney+) |                    |                    |
| Odcinek świąteczny | Odcinek świąteczny | Odcinek świąteczny            | Odcinek świąteczny              | Odcinek świąteczny | Odcinek świąteczny                     | Odcinek świąteczny | Odcinek świąteczny          | Odcinek świąteczny | Odcinek świąteczny |
| ------------------ | ------------------ | ----------------------------- | ------------------------------- | ------------------ | -------------------------------------- | ------------------ | --------------------------- | ------------------ | ------------------ |
| 312                | –                  | Joy to the World              | Raduj się świecie               | Alex Sanjiv Pillai | Steven Moffat                          | 25 grudnia 2024    | 25 grudnia 2024             |                    |                    |
| Sezon 2            |                    |                               |                                 |                    |                                        |                    |                             |                    |                    |
| 313                | 1                  | The Robot Revolution          | Rewolucja robotów               | Peter Hoar         | Russell T Davies                       | 12 kwietnia 2025   | 12 kwietnia 2025            |                    |                    |
| 314                | 2                  | Lux                           | Lux                             | Amanda Brotchie    | Russell T Davies                       | 19 kwietnia 2025   | 19 kwietnia 2025            |                    |                    |
| 315                | 3                  | The Well                      | Studnia                         | Amanda Brotchie    | Russell T Davies, Sharma Angel Walfall | 26 kwietnia 2025   | 26 kwietnia 2025            |                    |                    |
| 316                | 4                  | Lucky Day                     | Szczęśliwy dzień                | Peter Hoar         | Pete McTighe                           | 3 maja 2025        | 3 maja 2025                 |                    |                    |
| 317                | 5                  | The Story & the Engine        | Opowieść i silnik               | Makalla McPherson  | Inua Ellams                            | 10 maja 2025       | 10 maja 2025                |                    |                    |
| 318                | 6                  | The Interstellar Song Contest | Międzygwiezdny konkurs piosenki | Ben A. Williams    | Juno Dawson                            | 17 maja 2025       | 17 maja 2025                |                    |                    |
| 319a               | 7                  | Wish World                    | Świat na życzenie               | Alex Sanjiv Pillai | Russell T Davies                       | 24 maja 2025       | 24 maja 2025                |                    |                    |
| 319b               | 8                  | The Reality War               | b.d.                            | Alex Sanjiv Pillai | Russell T Davies                       | 31 maja 2025       | 31 maja 2025                |                    |                    |